# Großer Garten (Dresden)

Übersichtskarte des Großen Gartens

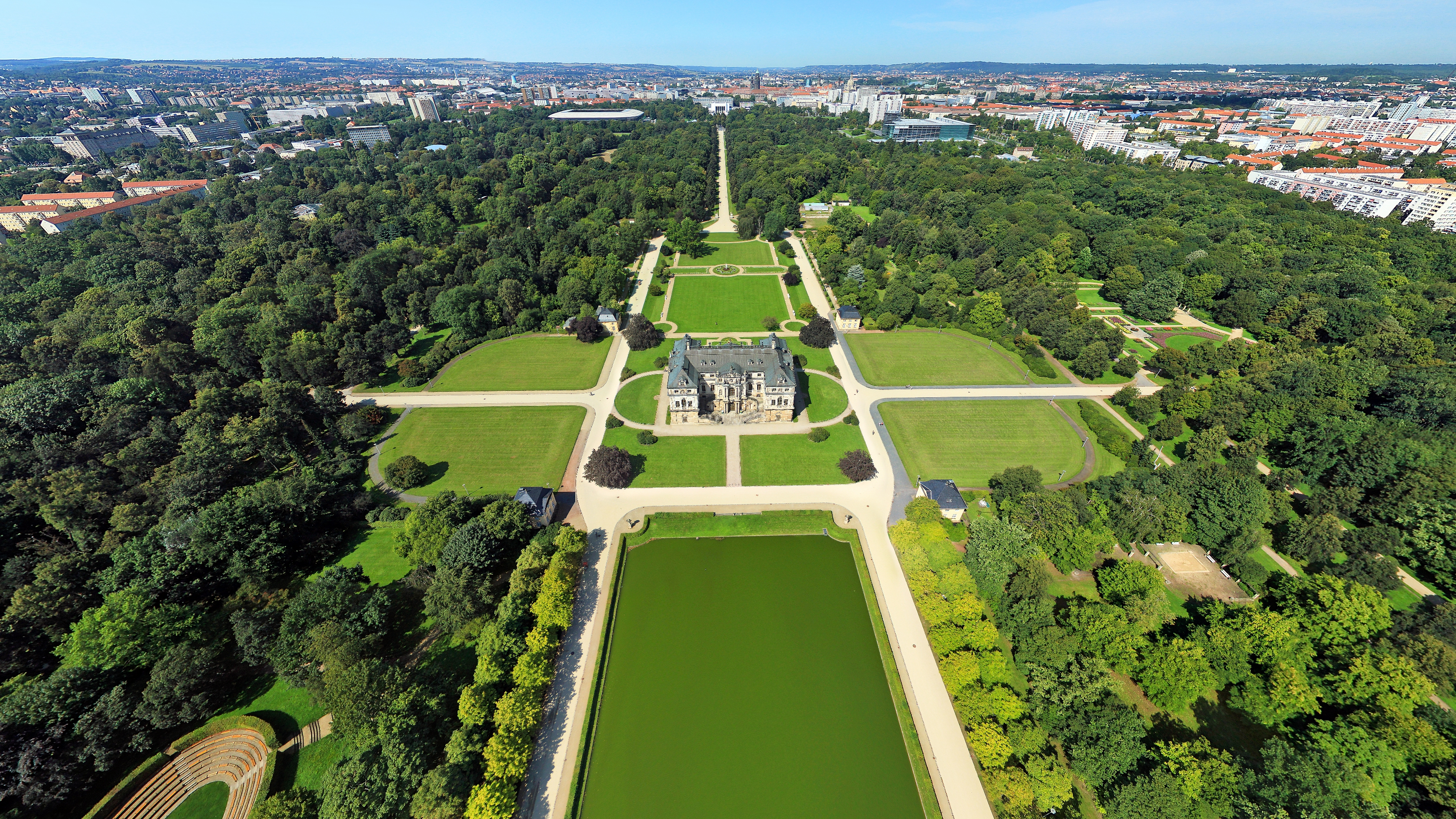
Luftbildaufnahme des Großen Gartens (dunkelgrün im Vordergrund der Palaisteich, daran anschließend das Sommerpalais)

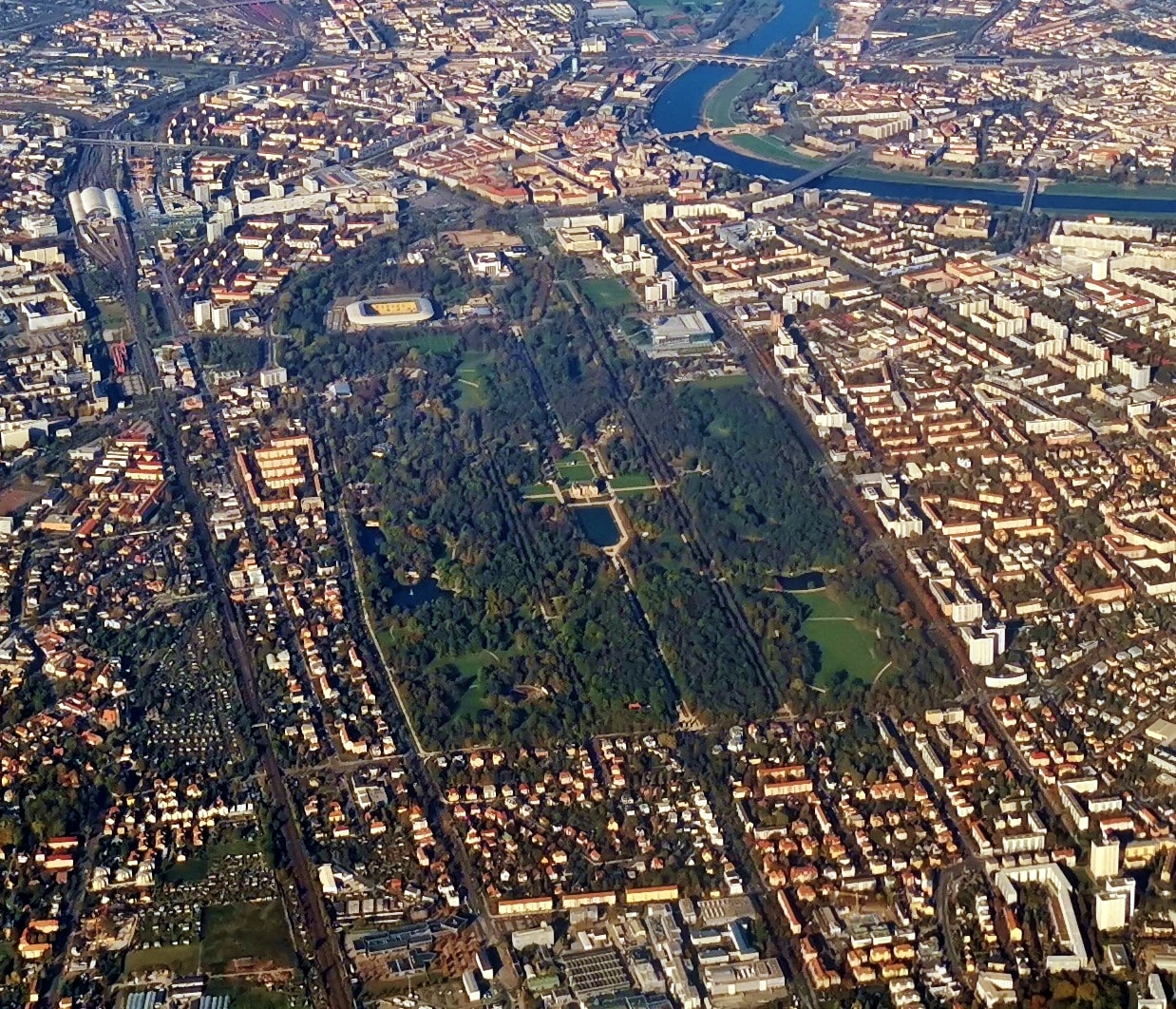
Luftbildaufnahme des Großen Gartens aus östlicher Richtung

Der Große Garten in Dresden ist eine Parkanlage barocken Ursprungs. Der heutige größte Park der Stadt wurde ab 1676 auf Geheiß des Kurfürsten Johann Georg III. angelegt und im Laufe seiner Geschichte mehrfach erweitert, so dass er einen annähernd rechteckigen Grundriss auf einer Fläche von circa 1,8 Quadratkilometern aufweist. Seine Längsausdehnung beträgt etwa 1900 Meter, die Breite erreicht maximal 950 Meter. Im Zentrum des Parks befindet sich als bedeutendstes Bauwerk das unter der Leitung von Wolf Caspar von Klengel und Johann Georg Starcke um 1680 errichtete Sommerpalais. Der Große Garten wurde im Laufe seiner über dreihundertjährigen Geschichte vielfach überformt, wobei die barocke Grundstruktur erkennbar geblieben ist, aber von einem Barockgarten im engeren Sinne nicht mehr gesprochen werden kann.

## Lage

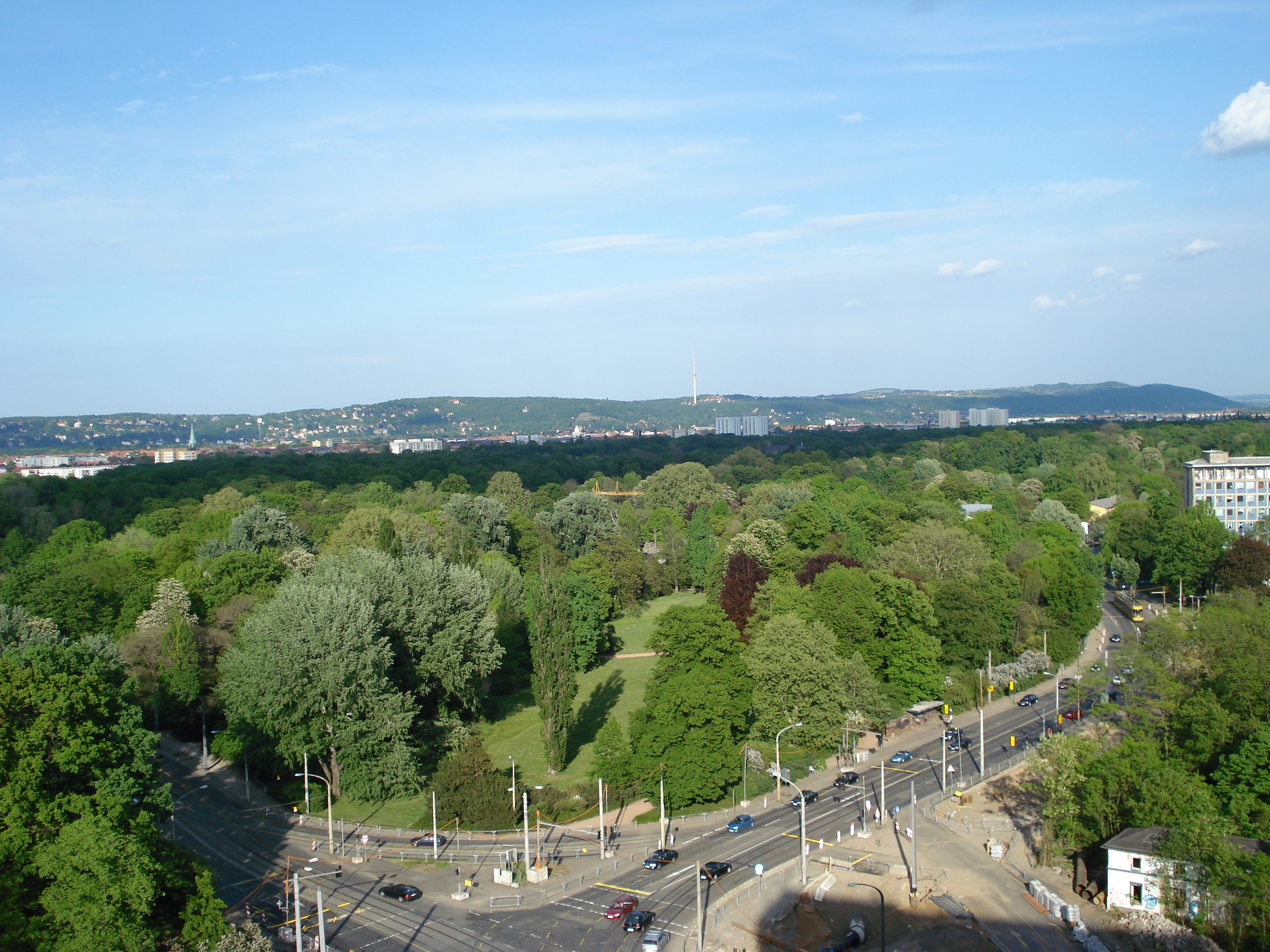
Der Große Garten vom Lennéplatz aus gesehen

Der Große Garten befindet sich ca. 1,2 Kilometer östlich des Dresdner Stadtzentrums und ist mit diesem durch die Bürgerwiese verbunden. Er liegt in der Gemarkung Altstadt II, gehört zum statistischen Stadtteil Seevorstadt-Ost/Großer Garten und mit diesem zum Stadtbezirk Altstadt. Ursprünglich auf unbebautem Gebiet vor den Toren der Stadt errichtet, wird der Große Garten im Uhrzeigersinn von Südosten aus gesehen von folgenden Stadtteilen und Gemarkungen umgeben: Seevorstadt, Pirnaische Vorstadt, Johannstadt, Striesen, Gruna und Strehlen. Er wird sowohl in Längs- als auch in Querrichtung von mehreren Alleen durchquert, die sich zum größten Teil über seine Grenzen hinaus fortsetzen. So endet die (im Jahr 2010 in diesem Abschnitt in Helmut-Schön-Allee umbenannte) Hauptallee in Stadtrichtung erst vor dem Deutschen Hygiene-Museum und wird in entgegengesetzter Richtung durch die Winterbergstraße noch über zwei Kilometer in gerader Linie verlängert. Auch die Querallee (beziehungsweise Fürstenallee, wie sie im nördlichen Teil heißt) wird durch die Fetscherstraße, die frühere Fürstenstraße, nach Norden fortgeführt, ebenso die Herkulesallee, die sowohl nach Westen als auch nach Osten über den Park hinausreicht. Die auf das Palais gerichteten Sichtachsen werden so nach außen verlängert und damit in ihrer Wirkung gesteigert.

## Geschichte

### Erste Planungen und Überarbeitung durch Karcher

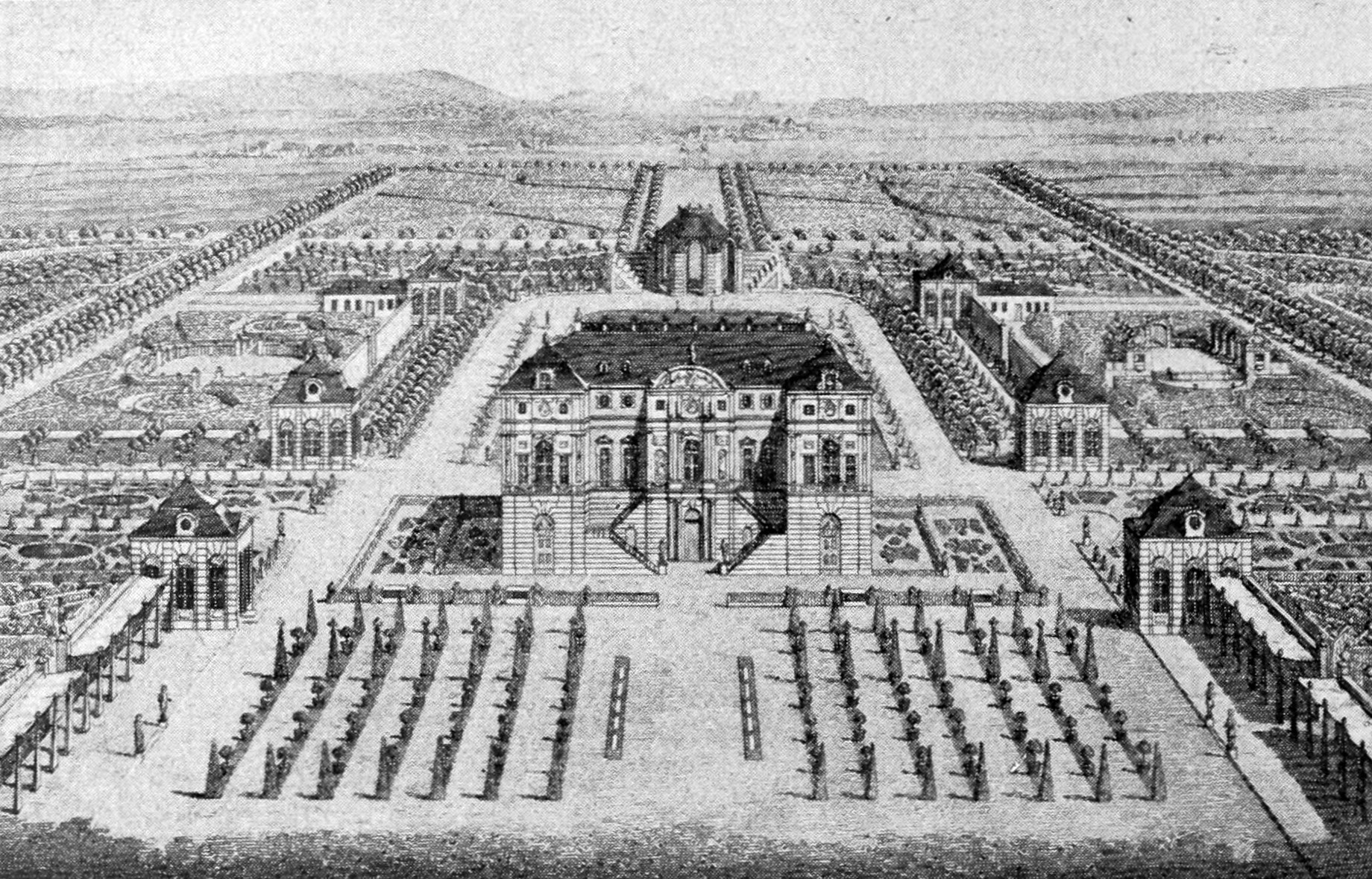
Ansicht von 1719

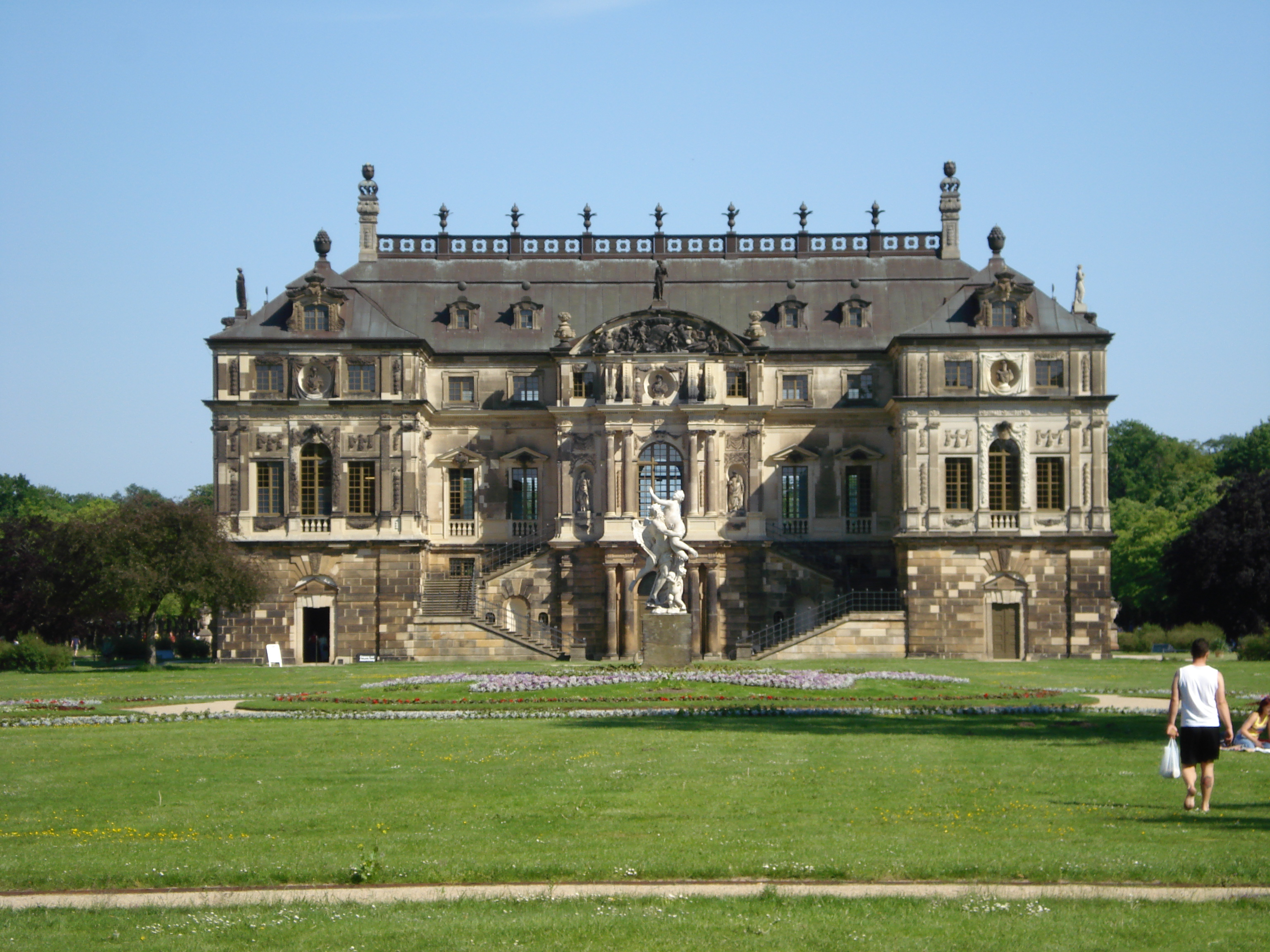
Palais im Großen Garten
im Mai 2007

Der Große Garten wurde ab 1676 im Auftrag des späteren (ab 1680) Kurfürsten Johann Georg III. geplant und angelegt. Erste archivalische Erwähnungen beziehen sich auf die erforderlichen Grundstückskäufe. Der ursprüngliche Plan des Hofgärtners Martin Göttler sah einen quadratischen Grundriss mit einer Kantenlänge von 1,9 Kilometern, dem im Mittelpunkt befindlichen Palais, sowie sternförmig verlaufende Alleen vor. Der Park sollte durch einen ebenfalls im Quadrat geführten Kanal in eine innere und äußere Zone mit unterschiedlichen Funktionen unterteilt werden. Dieser Plan wurde bis 1683, als eine Kommission zur Überprüfung der Baufortschritte und der weiteren Gestaltung eingesetzt wurde, nur in Ansätzen verwirklicht. Im Ergebnis wurde Johann Friedrich Karcher mit der Neuplanung beauftragt und zum Obergärtner des Großen Gartens berufen. Dieses Amt übte er bis 1722 aus, als ihm zunehmende Erblindung die Fortführung seiner Arbeit verunmöglichte.
Auch im von Karcher überarbeiteten Plan, der sich explizit auf zeitgenössische französische Vorbilder bezog, befand sich das zu diesem Zeitpunkt mindestens im Rohbau fertiggestellte Palais im Mittelpunkt der Anlage. Der Grundriss des Gartens war allerdings nicht mehr quadratisch, sondern kreuzförmig, wie auch die Diagonalalleen zugunsten eines Systems längs- und querverlaufender Alleen aufgegeben wurden. Zudem wurde die Grundfläche des Gartens verringert, was dazu führte, dass 1692 zuvor aufgekaufte, bzw. enteignete Grundstücke an die früheren Besitzer zurückgegeben wurden. 1693/1694 wurden nach einem Entwurf Karchers acht Pavillons, die sogenannten Kavaliershäuser, errichtet. Sie waren durch Ketten und Mauern miteinander verbunden und umschlossen auf diese Weise den inneren Gartenbereich rund ums Palais.

### Entwicklung des Gartens unter August dem Starken
Nach nur dreijähriger Herrschaft starb 1694 der sächsische Kurfürst Johann Georg IV., sodass unerwartet sein Bruder Friedrich August I. (genannt August der Starke) an die Macht kam. Während seiner Regierungszeit wurde der Ausbau des Gartens entschlossen vorangetrieben und erreichte so „das Stadium höchster Vollendung.“ Bis 1709 gingen die Arbeiten wegen des Großen Nordischen Krieges und der damit einhergehenden schwedischen Besetzung Sachsens im Jahre 1706 allerdings nur schleppend voran. Im Altranstädter Frieden wurde Sachsen zur Zahlung hoher Kontributionen verpflichtet, August verlor vorübergehend (bis 1709) die polnische Krone. Der Besuch des dänischen Königs Friedrich IV. im Sommer 1709 bot den Anlass für aufwändige, über einen Monat andauernde Festveranstaltungen, so eine sogenannte Bauernwirtschaft, also ein höfisches Maskenspiel, Feuerwerke, einen Aufzug der vier Erdteile (Australien war noch nicht entdeckt), ein Damenfest. Die temporären Festbauten wurden nach Entwürfen Karchers errichtet. Zeitgenössische Darstellungen des Festgeschehens geben Aufschluss über den Entwicklungsstand des Gartens zu diesem Zeitpunkt: Zwar war der gesamte Garten eingezäunt, es gab jedoch eine deutliche Trennung zwischen dem bereits angelegten Lustgarten zwischen Herkules- und Südallee und den noch ungestalteten äußeren Bereichen.
Karcher unternahm 1714 eine Studienreise nach Frankreich, um sich dort über die neuesten Gartentrends zu informieren. Ebenfalls 1714 wurde mit dem Bau von Gehegen und Remisen für die Fasanenzucht begonnen, im darauffolgenden Jahr wurde der Palaisteich fertiggestellt. Auch wurden die an den inneren Garten grenzenden Bosketts neu angelegt und so eindeutig dem Lustgartenbereich zugeordnet. Von 1718 bis 1722 wurde die über zwei Meter hohe Gartenmauer errichtet, die durch ihren rechteckigen Verlauf auch nicht zum Garten gehörende Grundstücke einschloss. Die Landstraße nach Pirna (heutige Stübelallee) musste nach Norden an den Rand des Parks verlegt werden. 1719 wurde im Großen Garten anlässlich der Vermählung des Kronprinzen Friedrich August mit der ältesten Tochter des Kaisers Joseph I., Maria Josepha, das Venusfest gefeiert. Zu diesem Anlass wurde das vor dem Palais liegende Parterre in eine Turnierbahn umgewandelt, sodass dort ein Damenringrennen durchgeführt werden konnte. Außerdem wurde der als Tanzsaal dienende Venuspavillon östlich des Palaisteiches errichtet, sowie das Heckentheater durch den Bau von Treillagen fertiggestellt. Als Karcher 1722 in den Ruhestand versetzt wurde, galten die Arbeiten am Großen Garten als abgeschlossen.
In den folgenden Jahren wurden im Garten sowohl höfische Feste als auch Fasanenjagden veranstaltet. Die regelmäßig zur Faschingszeit stattfindenden Ringrennen wurden dabei zur „nur aus Dresden bekannte[n] verfeinerte[n] Form des Schlitten-Damen-Ringrennens“ modifiziert.

### Ausstattung der Parkanlage mit Skulpturen
Ab 1729 bis 1747 wurde das Palais als Ausstellungsort für die kurz zuvor von August dem Starken aus der Sammlung Chigi erworbenen rund zweihundert antiken Skulpturen genutzt, während die bereits zuvor bestehende Antikensammlung bis 1785 (danach im Japanischen Palais) in vier der acht Kavaliershäusern untergebracht wurde. Etwa 160 zeitgenössische Plastiken wurden unter freiem Himmel im Park aufgestellt, der größte Teil davon entlang der Hauptallee zwischen Palais und stadtseitigem Tor. Viele dieser Skulpturen wurden während des Siebenjährigen Krieges beschädigt oder zerstört.

#### Die Zeit entführt die Schönheit

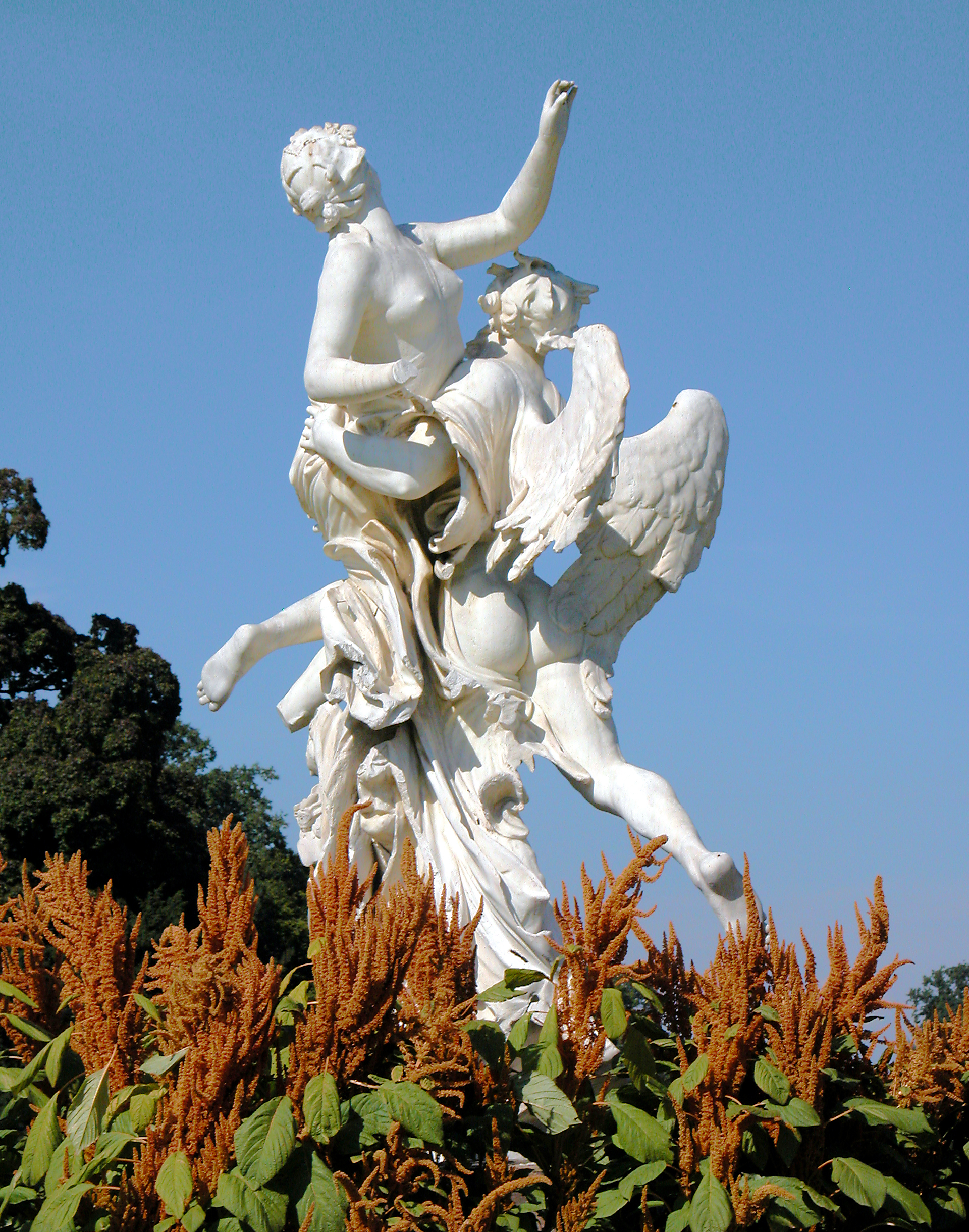
„Die Zeit entführt die Schönheit“ (Pietro Balestra, 1722)

Die Marmorskulptur „Die Zeit entführt die Schönheit“ wurde von Pietro Balestra in der 1. Hälfte des 18. Jahrhunderts geschaffen; ihr Standort befindet sich im Palaisgarten des Großen Gartens.

#### Milon von Kroton

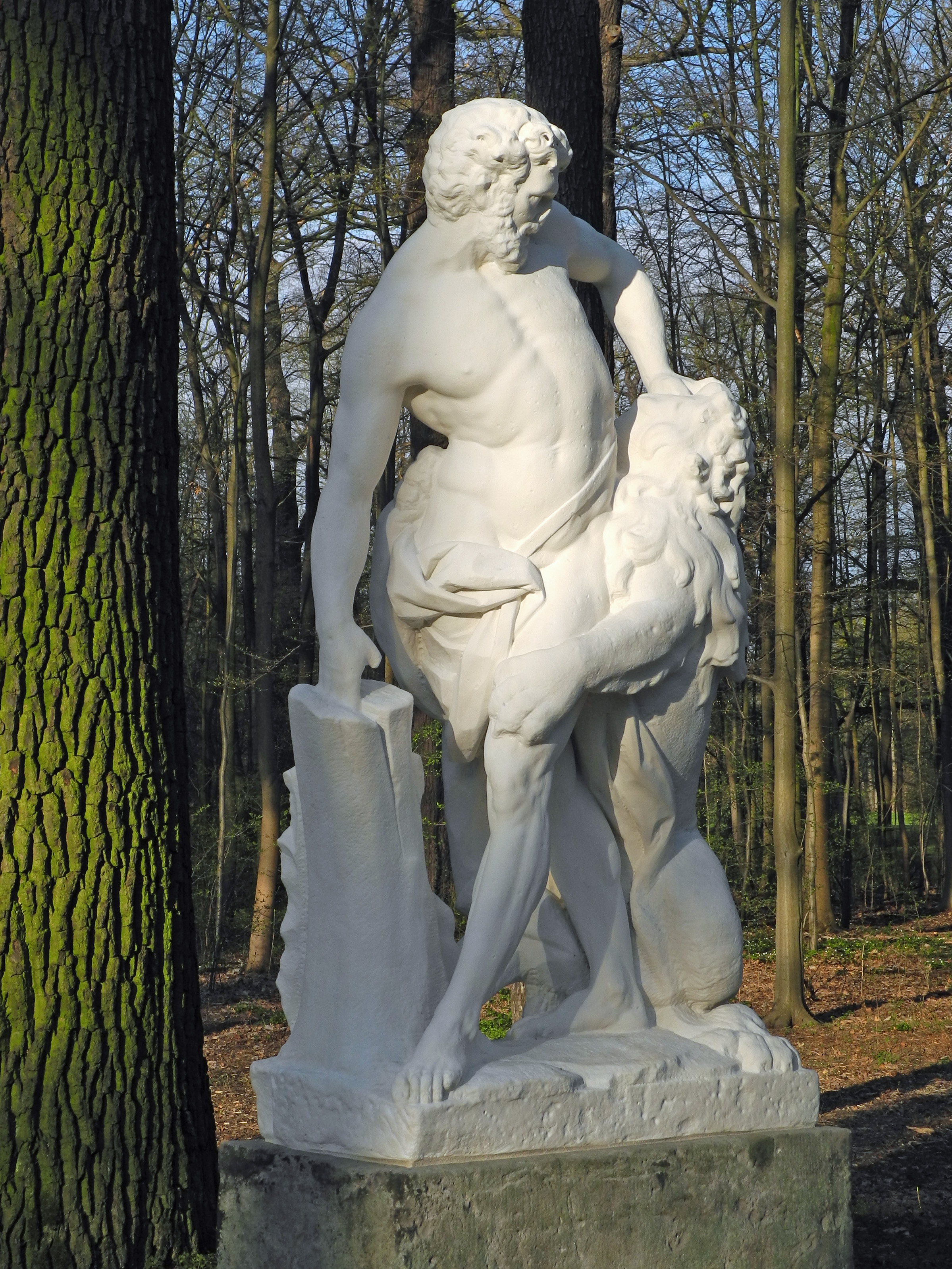
Kunstmarmorabguss „Milon von Kroton“ (Original von Jean Joseph Vinache, um 1720)

Das Original der Marmorskulptur „Milon von Kroton“ (Milon mit dem Löwen kämpfend) wurde um 1720 von Jean Joseph Vinache geschaffen und 1842 im Großen Garten aufgestellt. Im April 2021 wurde ein Kunstmarmorabguss nahe der Hauptallee neu aufgestellt. Das Original von Jean Joseph Vinache befindet sich im Palais im Großen Garten. Nach der Legende wollte Milon von Croton als Kraftprobe einen im Wald gespaltenen Baumstamm, der mit Keilen auseinandergespreizt war, auseinanderreißen. Nachdem er die Keile entfernt hatte, wurde er eingeklemmt, konnte sich nicht mehr befreien und wurde dann von einem Löwen angefallen und gefressen. Die Skulptur ist um 1720 entstanden, blieb aber unvollendet. Sie war zunächst im Braunschen Garten in der Ostrallee aufgestellt, gelangte aber 1842 in den Großen Garten.

#### Die Zeit enthüllt die Wahrheit

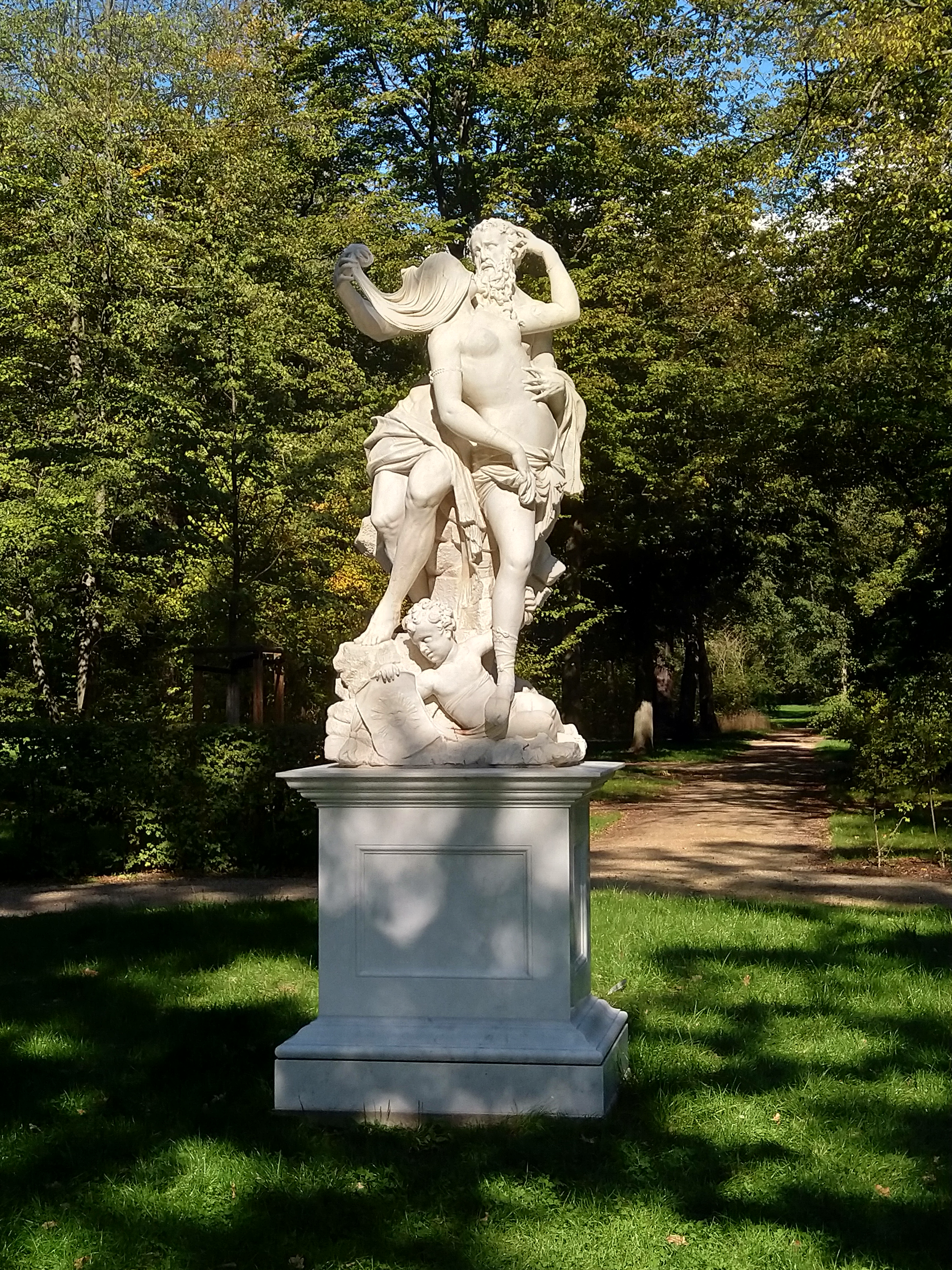
Kunstmarmorabguss „Die Zeit enthüllt die Wahrheit“ (Original von Antonio Corradini, um 1730)

Die Marmorskulptur „Die Zeit enthüllt die Wahrheit“, geschaffen vom italienischen Bildhauer Antonio Corradini, ist fast 300 Jahre alt und eine der wenigen noch erhaltenen, aus Marmor gefertigten Skulpturen in der Parkanlage. Dargestellt ist ein bärtiger alter Mann, der der Wahrheit, verkörpert durch eine schöne junge Frau, den verhüllenden Schleier vom Gesicht zieht. Die Skulptur hat in der Vergangenheit mehrmals ihren Platz gewechselt. Nachdem der Polnische König und Sächsische Kurfürst August der Starke die Marmorskulptur zunächst im Garten des Japanischen Palais aufstellen ließ, fand sie 1730 (?) ihren Platz im Großen Garten; wo genau ist nicht bekannt. Ab 1832 stand die Skulptur dann auf einer Rasenfläche in der Nähe der Parkgaststätte „Carolaschlösschen“. Nach ihrer Restaurierung wurde „Die Zeit enthüllt die Wahrheit“ im April 2019 nahe dem Palaisteich aufgestellt und der Gartenbereich rund um die Skulptur denkmalgerecht saniert. Zu den Arbeiten gehörten das Freischneiden der Sichtachse zur Fontäne des Palaisteiches, die Erneuerung der Wege zum und rund um das Rondell in der Achse des Nordbosketts und das Pflanzen einer Feldahorn-Hecke als Kulisse. Auch zwei Parkbänke wurden aufgestellt und laden zum Verweilen ein. Die Aufstellung dieser Marmorskulptur am neuen Standort und die Gestaltung ihrer unmittelbaren Umgebung ist Teil des Skulpturenprogrammes, das der Freistaat Sachsen für den Großen Garten geplant hat und das seit 2017 umgesetzt wird. In dieser Zeit werden rund 3,7 Millionen Euro in die Erhaltung der noch vorhandenen 22 Sandstein-Bildwerke, 12 Marmorskulpturen und 26 Sandstein-Postamente investiert.

#### Herkules und Silen

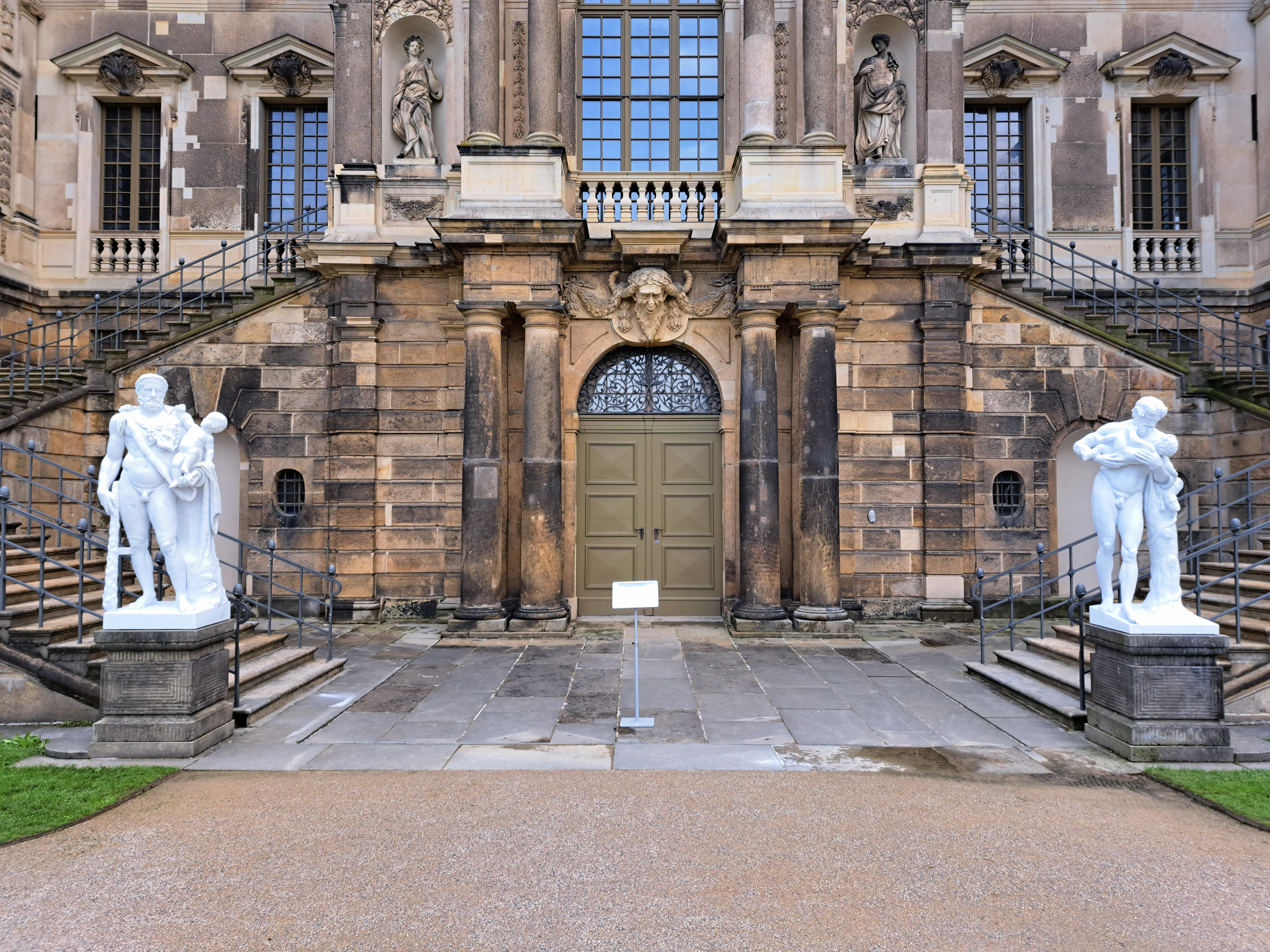
Kopien der Skulpturen von Herkules und Silen

Diese Kopien der Skulpturen von Herkules und Silen, jeweils ihren kleinen Sohn haltend, wurden von den zu ihrem Schutz im Palais aufbewahrten Originalen neu aus Carrara-Marmor angefertigt. Beide Bildwerke wurden im September 2022 und vor dem Palais im Großen Garten aufgestellt.

### Stagnation nach 1733

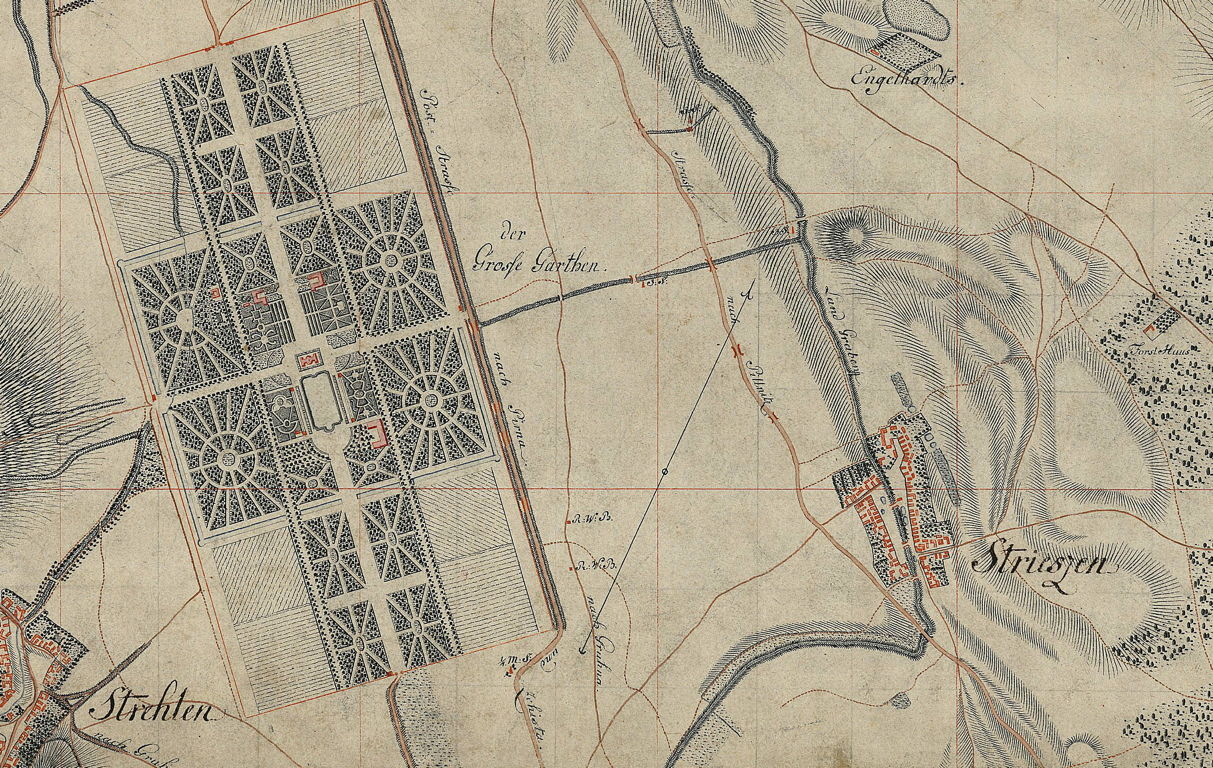
Großer Garten um 1785 (Meilenblätter von Sachsen, Berliner Exemplar, Blatt 262)

Nach dem Tod Augusts des Starken stagnierte die Entwicklung des Großen Gartens, zudem er kaum noch für höfische Feste genutzt wurde. Hinzu kamen die Zerstörungen durch den Siebenjährigen Krieg. Dresden war von 1756 bis 1760 von der preußischen Armee besetzt, dabei kam es mehrfach zu Belagerungen. Zwar fanden im Garten selbst keine Kämpfe statt, er diente jedoch immer wieder als Durchmarschgebiet. Dies führte zu erheblichen Schäden sowohl an der Ausstattung als auch am Pflanzenbestand. In Gustav Klemms Chronik der königlich sächsischen Residenzstadt Dresden von 1835 wird der Zustand nach dem preußischen Abzug wie folgt beschrieben:

„In Dresden selbst war unbeschreibliches Elend, das noch viele Jahrzehnte nachwirkte. Unter den öffentlichen Gebäuden waren 115 beschädigt; der Große Garten aber gänzlich verwüstet, seine herrlichen Baumreihen niedergehauen, die Statuen zerschlagen und nur die Antiken, die man geschickt vergraben, gerettet worden.“

Der anschließende Wiederaufbau beschränkte sich auf die Wiederherstellung des Zerstörten, eine gestalterische Weiterentwicklung fand nicht statt. Hauptzweck des Gartens war die Fasanenzucht, bzw. -jagd. Nach über hundert Jahren erhielten die bei der Anlage des Gartens enteigneten Grundstücksbesitzer 1797 auf Anordnung des Kurfürsten Friedrich August III. die ihnen zustehende Entschädigung.

### Umgestaltung nach 1813

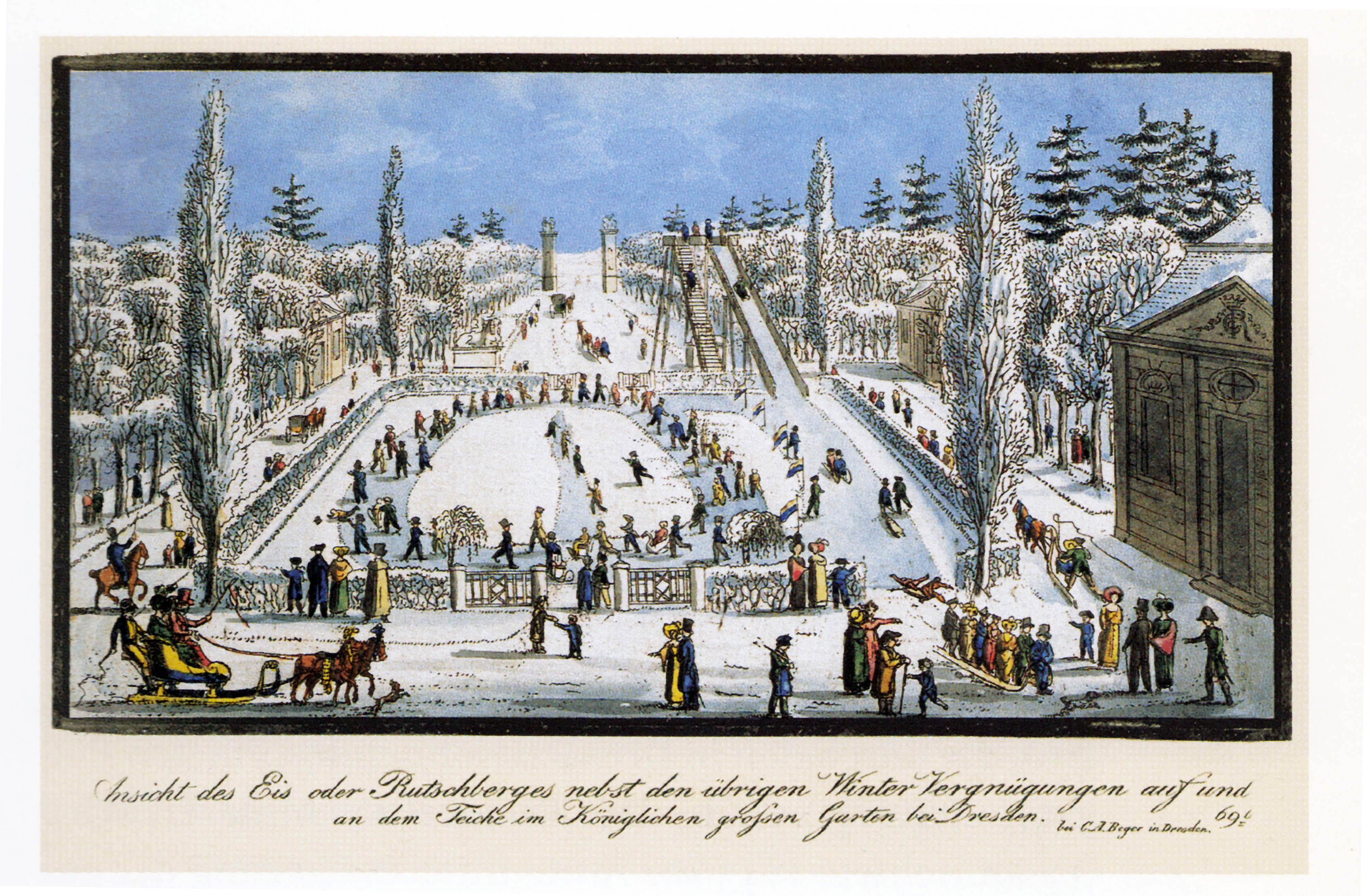
Wintervergnügen um 1825

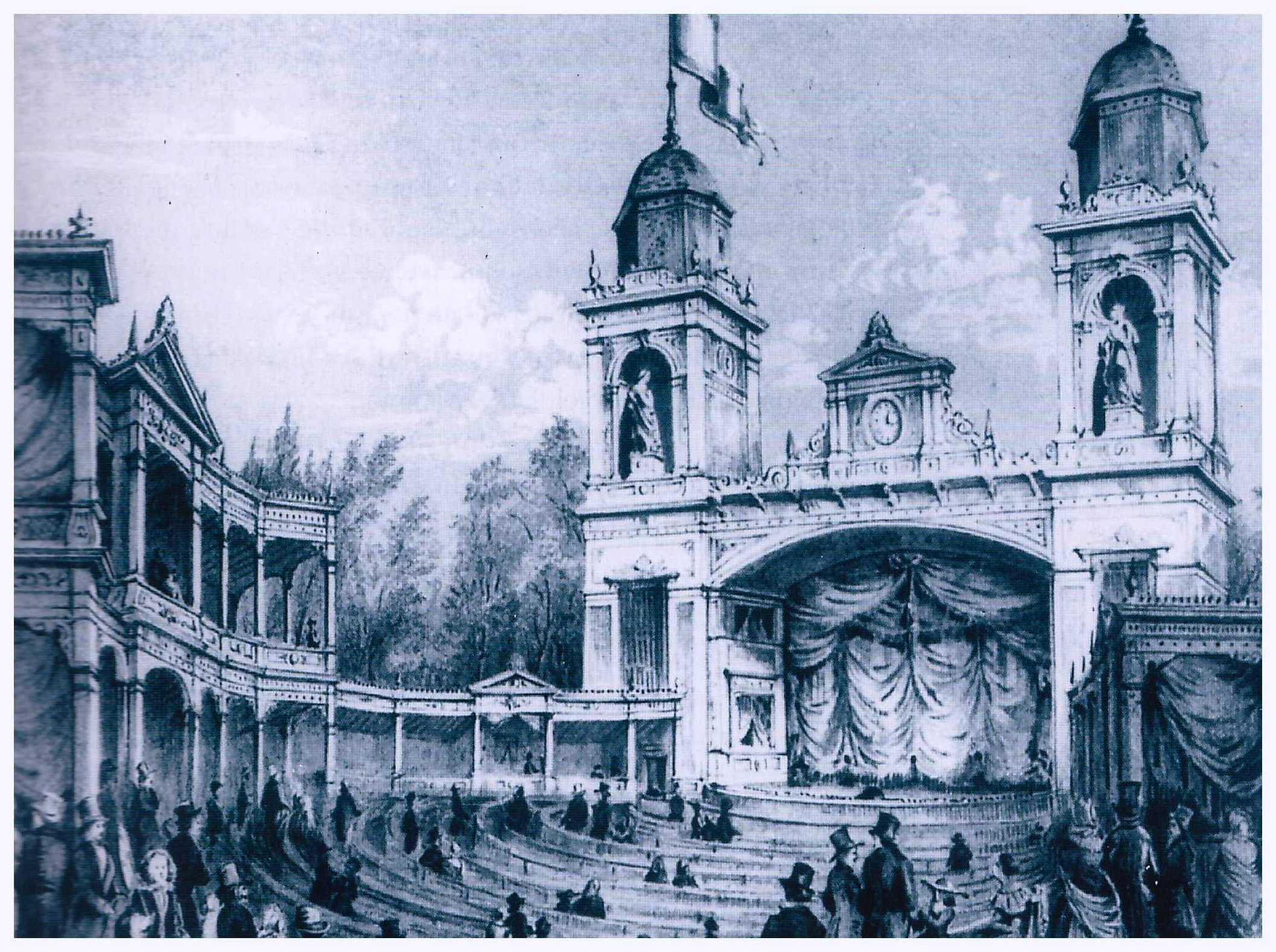
Nesmüllers Sommertheater im Großen Garten (um 1870)

Auch während der Napoleonischen Kriege kam es zu Zerstörungen des Gartens. Hier ist insbesondere die Schlacht um Dresden am 26. und 27. August 1813 zu nennen, aber auch die anschließende Belagerung der Stadt bis zum November 1813 zog Verwüstungen nach sich. Das Palais wurde durch die sechsmonatige Nutzung als Lazarett stark in Mitleidenschaft gezogen. Die durch die Kampfhandlungen ohnehin schon beschädigte Umfassungsmauer wurde vollständig abgebrochen, so dass die Steine als Baumaterial verwendet werden konnten. Auf Anordnung des von Oktober 1813 bis November 1814 amtierenden Generalgouverneurs Nikolai Grigorjewitsch Repnin-Wolkonski wurde der Große Garten ohne Einschränkungen für das Publikum geöffnet. Der von den Franzosen gesprengte stadtseitige Eingang wurde noch 1814 durch die von Gottlob Friedrich Thormeyer entworfenen Torhäuser ersetzt. Gleichzeitig wurde eine Kommission zur Wiederherstellung des Großen Gartens unter der Leitung des Kammerherrn Georg Heinrich von Carlowitz eingerichtet, die von Anfang an zwei Ziele verfolgte: zum einen die Optimierung des ökonomischen Nutzens und zum anderen die Steigerung der Attraktivität. Die Fasanenzucht wurde – da als zu teuer angesehen – gänzlich aufgegeben, so dass die entsprechenden Gartenbereiche im aktuellen englischen Stil neu angelegt werden konnten. Dem romantischen Zeitgeschmack entsprechend erfreuten sich gerade diese Partien großer Beliebtheit:

„Die ehedem verschlossenen Gehege, deren Bewohner der Krieg zerstreute, öffnen sich uns; schmale Gänge laufen in mancherlei Windungen durch dunkle Gebüsche, und überall ist, was die frühere Anlage darbot, sinnig und geschmackvoll benutzt worden, um hier liebliche Einsamkeiten unter mahlerisch gestalteten Baumgruppen, dort ein freundlich lockendes Plätzchen an dem Wasser, das durch Gebüsche und über grüne Matten rinnt, zu bilden. Wo man sonst zwischen langweiligen Baumreihen und steifen Heckengängen wandelte, findet man jetzt die reizendste Abwechselung.“

Eine Möglichkeit, Attraktivität und Rentabilität in einem Schritt zu steigern, bestand in der Einrichtung von Gaststätten, eine weitere in der winterlichen Nutzung des Palaisteiches als Eislaufbahn, bzw. ab 1819 mit einer Eisrutsche, die auf Initiative des in Dresden ansässigen russischen Fürsten Putjatin errichtet wurde. Neben der Verpachtung von Feldern (zum Beispiel für die Heuernte), der Vermietung von Sommerwohnungen in den wiederhergerichteten und durch aufgesetzte Mansardgeschosse erweiterten Kavaliershäusern, dem Verkauf von Holz und anderen Naturalien wurde bereits 1814 eine Obstbaumschule eingerichtet. Hier stand allerdings eher ein kameralistisches Interesse im Vordergrund, denn es sollten die für Sachsen am besten geeigneten Obstsorten ermittelt werden, um so die „Obstkultur im Lande zu befördern.“ Die Baumschule wurde 1871 wegen mangelnder Rentabilität aufgelöst.
Um 1830 war die Umgestaltung des Gartens weitgehend abgeschlossen, wobei die barocke Grundstruktur nicht verändert wurde. Vor dem Palais wurde anstelle des Ringrennplatzes ein großes Bowling Green angelegt, um das zwei schmale Wege herumführten, sodass die Hauptallee nicht mehr direkt aufs Palais zulief. Allerdings blieb die Querallee – obwohl sich von Carlowitz wiederholte Male für die Abschaffung einsetzte – erhalten. Im Palais selbst wurden ab 1828 die jährlichen Ausstellungen der 1826 gegründeten sächsischen Gartenbaugesellschaft Flora abgehalten, bis dort ab 1844 der Sächsische Altertumsverein seine Sammlungen präsentierte.
1856 eröffnete Josef Ferdinand Nesmüller ein Sommertheater im Großen Garten (gelegen etwa innerhalb der heutigen Gleisschleife des Bahnhofes Zoo der Dresdner Parkeisenbahn), in dem 1857 eine Dielung gelegt wurde, hohe Masten errichtet, um mit zwischen ihnen gespanntem Segeltuch die Sonne abzuhalten, und der Orchesterraum hohlgelegt, um einen besseren Klang zu erzielen. Es umfasste nunmehr mit Balkon, Logen und Rängen 1.200 Plätze und wurde gewöhnlich von Mai bis Ende September/Anfang Oktober bespielt, wobei Nesmüllers Gewandhaus-Theater voll funktionstüchtig blieb, um bei Regen Vorstellungen direkt dorthin zu verlegen.
Am 9. Mai 1861 wurde der Zoologische Garten eröffnet, dessen östlicher Teil sich auf dem Gebiet des Großen Gartens befindet, während der westliche Teil aus eigens für die Anlage des Zoos erworbenem Gelände besteht. Die Anlage des Zoos geschah ebenso nach einem Plan Peter Joseph Lennés wie – zwischen 1865 und 1869 – die Verlängerung der Bürgerwiese nach Südosten. Damit wurde eine direkte Verbindung zwischen Großem Garten, bzw. Zoo und der Innenstadt hergestellt. Die Grenze zwischen den einzelnen Anlagen bildet der Kaitzbach.

### Der Große Garten unter der Leitung Bouchés
Am 1. April 1873 trat der erst zweiundzwanzigjährige, aus einer renommierten Berliner Gärtnerfamilie stammende Friedrich Bouché seinen Posten als Direktor des Großen Gartens an, nachdem ihn der dortige Stadtgartendirektor Gustav Meyer empfohlen hatte. Bouché hatte in Potsdam das Examen zum Obergärtner abgelegt und drei Jahre unter Meyer gearbeitet. Er übte das Amt des Gartendirektors fast fünfzig Jahre bis zu seinem zwangsweisen Eintritt in den Ruhestand am 1. August 1922 aus. Wie einem Gutachten des Hofgärtners von Schloss Albrechtsberg, Hermann Sigismund Neumann, vom Juni 1872 zu entnehmen ist, galt die Anlage zum Zeitpunkt von Bouchés Dienstantritt als vernachlässigt und überaltert. Neumann sprach sich demzufolge für die Umgestaltung ganzer Bereiche aus: „Dies Veraltete zeigt sich sowohl in seinen Formen, wie in seinem Culturzustande. […] Eine gründliche Umgestaltung dieses ganzen mittleren Theiles erscheint sehr wünschenswerth.“ Mittlerweile hatte sich auch die Situation des Gartens selbst verändert: Von einer Parkanlage weit vor den Toren der Stadt wurde er immer mehr zu einer von städtischer Bebauung umgebener Anlage. 1871 wurde das seit 1826 bestehende Bauverbot südlich des Gartens aufgehoben, ab 1873 folgte die Anlage der Johannstadt. Um eine völlige Umschließung des Gartens zu verhindern, bewilligte der Sächsische Landtag die Summe von 100.200 Talern zum Ankauf von Grundstücken, so dass der Garten zur noch bestehenden Rechteckform erweitert werden konnte. Im Mittelpunkt von Bouchés Schaffen stand zum einen die Umgestaltung des Palaisbereiches unter Beibehaltung der barocken Grundstrukturen und zum anderen die Integration der neu hinzugekommenen Areale in die bestehende Anlage.

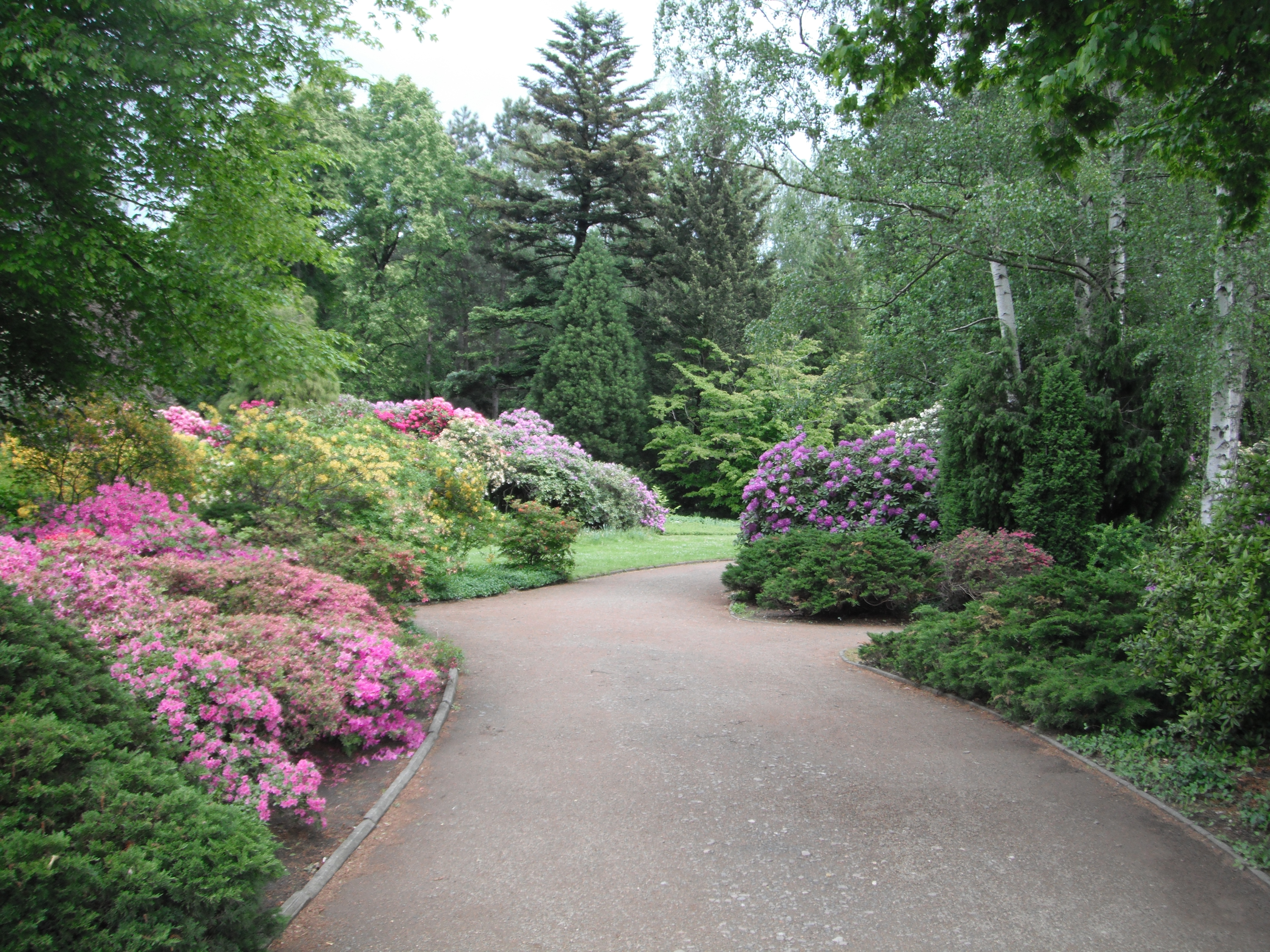
Blühende Rhododendren im Großen Garten

Für den Großen Garten wurde 1874 ein eigener Etat bewilligt, was die zügige Inangriffnahme der anstehenden Arbeiten ermöglichte. Auf die Neugestaltung des Palaisbereiches – unter anderem wurden Bäume und Hecken entfernt, sowie neue Blumenpflanzungen angelegt – folgten der Erwerb und die Neuanlage der Kaitzbachwiesen. Beide Arbeiten wurden bereits 1874 abgeschlossen. Im Jahr darauf wurden die Strehlener Felder in der Südostecke des Gartens gestalterisch bearbeitet, 1877 folgte die Neubepflanzung der ehemaligen Obstbaumschule. Nach Entzug von Nesmüllers Theaterkonzession im Juni 1881 fiel am 18. Juli des gleichen Jahres der letzte Vorhang im Sommertheater. Es wurde trotz Einsprüchen der Gläubiger 1883 abgebrochen und das Gelände in die Neugestaltung des Großen Gartens einbezogen.
Ab 1881 wurde der heutige Carolasee – eine ehemalige Kiesgrube – angelegt und bis 1886 in mehreren Schritten bis zu seiner endgültigen Gestalt erweitert. 1890 konnten die Grunaer Felder – die heutige Drachenwiese – als nordöstliches Erweiterungsgebiet des Gartens erworben werden, sodass bis 1894 der zum barocken Kanalsystem gehörende Flutgraben zum Neuteich umgestaltet werden konnte. Angrenzend an den Palaisbereich wurden um 1895 zwei Sondergärten angelegt, so der Rhododendrengarten (der heutige Staudengarten), dessen Pflanzen von Bouchés Schwiegervater, dem Dresdner Handelsgärtner Hermann Seidel gestiftet wurden, und der sogenannte Weiße Garten mit einer Bepflanzung von Magnolien, Azaleen und Koniferen.
1876 erhielt Bouché Unterstützung von Otto Werner, einem ebenfalls noch sehr jungen Bekannten Bouchés, der als Obergehilfe eingestellt wurde und bei den umfangreichen Bauprojekten der 1870er Jahre erfolgreich arbeitete. 1882 wechselte Werner nach Chemnitz, wo er die Stelle des Ratsgärtners annahm.
Auch im Hinblick auf die Infrastruktur konnte Bouché viel für den Großen Garten erreichen, zum Beispiel durch den Bau eines eigenen Wasserwerks östlich der Querallee; die dafür benötigten Mittel waren 1890 bewilligt worden. Bis dahin litt der Garten vor allem im Sommer unter Wassermangel, da die Versorgung ausschließlich durch den Kaitzbach erfolgte. Neben der Erweiterung des Fußwegenetzes auf eine Gesamtlänge von 31 Kilometern erfolgte bereits 1898 „die in Deutschland wohl früheste Anlage von Radwegen in einer Gesamtlänge von 4500 Metern.“ Ebenfalls zu dieser Zeit wurde an Haupt- und Querallee eine elektrische Beleuchtung installiert. Bis zur Jahrhundertwende wurden zudem 600 Parkbänke entlang der Fußwege aufgestellt, sowie sechs Spielplätze eingerichtet, womit sich die Hälfte der städtischen Spielplätze Dresdens auf dem Gebiet des Großen Gartens befand. 1907 wurde der Autoverkehr im Park verboten. Bouché selbst fasste, was er im und für den Großen Garten erreicht hatte, in einem Rückblick 1926 folgendermaßen zusammen:

„Man darf sagen, daß sich der Große Garten in den Jahren vor dem Weltkriege auf der Höhe neuzeitlicher Entwicklung befand und sich mit jeder anderen großen Anlage in Deutschland hinsichtlich seiner Pflege und Schönheit messen konnte. Aus dem Garten, von dem man früher selbst in Fachkreisen wenig wußte, war eine weltberühmte Sehenswürdigkeit geworden.“

### Gartenbauausstellungen
Vom 7. bis 16. Mai 1887 fand die 1. Internationale Gartenbauausstellung in Dresden in einem Teilbereich des Großen Gartens statt. Ausrichter der Ausstellung war die Flora – Sächsische Gesellschaft für Botanik und Gartenbau, die Schirmherrschaft übernahm der sächsische König Albert. Mit über fünfhundert Ausstellern und einem regen Zuschauerinteresse war die Veranstaltung ein großer Erfolg. Die Gestaltung des Ausstellungsgeländes lag in den Händen von Max Bertram, der zusammen mit Bouché an der Königlichen Gärtnerlehranstalt in Potsdam studiert hatte. Mit der II. Internationalen Gartenbauausstellung vom 2. bis 12. Mai 1896 wurde gleichzeitig der auf einem städtischen Gelände in der Nordwestecke des Großen Gartens gelegene Städtische Ausstellungspalast eingeweiht. Eine III. Internationale Gartenbauausstellung folgte vom 4. bis 12. Mai 1907. Im Rahmen der 5. Jahresschau Deutscher Arbeit fand 1926 gleichzeitig mit der Internationalen Kunstausstellung die Jubiläums-Gartenbau-Ausstellung zum hundertjährigen Bestehen der Flora statt. Mit 1400 Ausstellern und über drei Millionen Besuchern handelte es sich um die größte Ausstellung der 1920er Jahre. Hauptattraktion war der Grüne Dom, ein vierzig Meter hoher berankter Holzturm mit sternförmigem Grundriss. Der von Hans Poelzig zu diesem Anlass entworfene Mosaikbrunnen steht noch am ursprünglichen Standort südlich der Hauptallee. 1936 folgte noch die ebenfalls erfolgreiche Reichsgartenschau. Auch andere Ausstellungen bezogen den Großen Garten in das Ausstellungsgelände mit ein, so die 1930/1931 stattfindende II. Internationale Hygieneausstellung. Bei beiden Veranstaltungen wurde bereits eine Liliputbahn ähnlich der heutigen Parkeisenbahn zur Verbindung der getrennt voneinander liegenden Ausstellungsbereiche eingesetzt. Eine erste Ausstellungsbahn gab es zwar schon 1900 zur Deutschen Bauausstellung, doch handelte es sich dabei um eine meterspurige, elektrische Straßenbahn, die das eigentliche Ausstellungsgelände mit dem östlich des Botanischen Gartens gelegenen, sogenannten „Vergnügungseck“ verband.
In der Nordwestecke des Parks, in der sich die Gläserne Manufaktur befindet, stand von 1896 bis zur Zerstörung im Zweiten Weltkrieg und der 1949 erfolgten Sprengung der Städtische Ausstellungspalast, ab 1969 das Ausstellungszentrum Fučíkplatz.
Seit 2006 knüpft die Blumen- und Floristikausstellung Dresdner Frühling im Palais im Palais im Großen Garten an die Tradition der Internationalen Gartenbauausstellungen in Dresden an. Mit etwa 40.000 Blumen und Pflanzen gilt sie als bedeutendste Frühjahrsblumenschau in Deutschland. Sie findet aufgrund des hohen Vorbereitungsaufwandes nur alle zwei Jahre statt und ist jeweils zehn Tage lang geöffnet. Veranstalter ist die Fördergesellschaft Gartenbau Sachsen.

### Der Große Garten im Nationalsozialismus
Die in jeder Hinsicht repressive Politik des nationalsozialistischen Regimes machte auch vor dem Großen Garten nicht halt. Bereits seit April 1935 war es Juden verboten, andere als gelb markierte Parkbänke zu benützen. Das 1928 anlässlich der Ausstellung Die technische Stadt direkt an der Grenze zum Großen Garten von Peter Birkenholz errichtete, bei den Dresdnern sehr beliebte Kugelhaus wurde 1938 abgerissen, da die Architektur als „undeutsch“ galt. In einem Tagebucheintrag vom 2. Juni 1942 zählte Victor Klemperer einunddreißig antijüdische Verbote und Verordnungen auf, unter anderem „Verbot, die Bannmeile Dresdens zu verlassen, […], 20) das Ministeriumsufer, die Parks zu betreten, 21) die Bürgerwiese und die Randstraßen des Großen Gartens (Park- und Lennéstraße, Karcherallee) zu benutzen. Diese letzte Verschärfung seit gestern erst.“ Was eine Überschreitung dieses Verbots bedeuten konnte, wurde von Klemperer im Eintrag vom 17. Juni deutlich gemacht:

„Rundschreiben der Gemeinde: Es sind im Laufe der letzten drei Wochen an einem Tage zwei ältere jüdische Frauen mit Stern auf einer Bank in der Herkules-Allee im Großen Garten sitzend gesehen worden. Die beiden sollen sich ‚im Interesse der Allgemeinheit und zur Vermeidung weiterer Maßnahmen sofort … melden.‘ […] Wie wird es diesmal laufen? Welche Repressalien warten? Dabei ist vollkommen ausgeschlossen, daß zwei Frauen das gewagt haben. Sie wissen, daß ihnen mindestens schwere Schläge und wochenlanges Gefängnis, wahrscheinlich aber das KZ droht. Es wäre möglich, daß zwei Unvorsichtige die Randstraßen passiert hätten – aber mitten im Großen Garten sitzen? Das lohnt doch nicht den Einsatz des Lebens. Entweder ist die Geschichte glatt erfunden, oder aber irgendwer hat ein gelbes Taschentuch oder eine gelbe Vorsteckblume für den Judenstern gehalten (wie uns das auch schon passiert ist), hat nach Wochen böswillig oder harmlos davon gesprochen, ist zufällig von einem Gestapomann gehört worden – und so ist diese neue Affäre in Gang gekommen.“

Anfang 1945 wurden im Garten zum Schutz vor Bombenangriffen neunzehn Splitterschutzgräben angelegt, wobei durch die Erdarbeiten das Wurzelwerk zahlreicher Bäume beschädigt wurde. Bei den Luftangriffen vom 13./14. Februar 1945 wurde der Große Garten schwer getroffen. Sämtliche Gebäude brannten aus, das Palais verlor sein Dach sowie die gesamte Innenausstattung. Insgesamt zählte man im Park 170 Bombentrichter.

### Der große Garten von 1945 bis zur Gegenwart

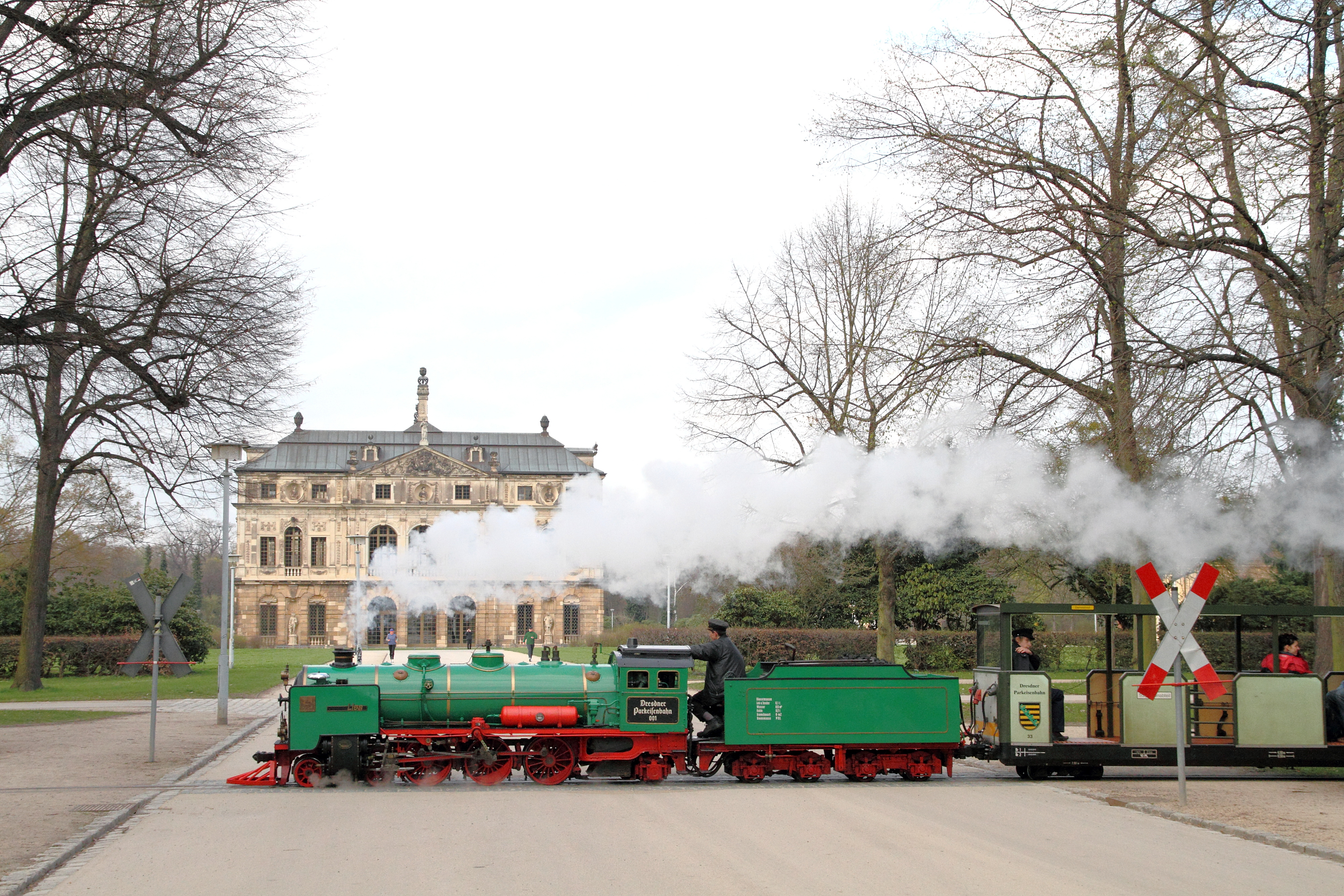
Die Dresdner Parkeisenbahn am Palais.

Wegen der schlechten Versorgungslage in den Nachkriegsjahren wurden Teile des Großen Gartens – so das Parterre vor dem Palais – parzelliert und als Grabeland für den Gemüse- und Kartoffelanbau vergeben. Das Abholzen von Bäumen zur Brennholzgewinnung konnte allerdings verhindert werden. Eines der Kavaliershäuser (Haus B) wurde bereits 1946 wieder instand gesetzt, ein weiteres (Haus G) 1950, während das Haus H auf Antrag der Stadtverwaltung abgerissen wurde, da man seinen Einsturz fürchtete. Am 1. Juni 1950 wurde mit einem Fest zum Kindertag die Eröffnung der Parkeisenbahn als erster Pioniereisenbahn der DDR begangen. 1953 begann man mit der Sicherung der Palaisfassade, im Jahr darauf wurden die Kavaliershäuser C, D und F wiederaufgebaut. Erste gärtnerische Neugestaltungen waren der 1951 eröffnete Dahliengarten nördlich des Palaisbereichs sowie der 1953 angelegte Sommerblumengarten in der Nähe des Carolasees.
Im Oktober 1951 wurden vom Rat der Stadt Dresden und dem Ministerium für Wirtschaft und Arbeit, Hauptverwaltung Aufbau der DDR, ein „Ideenwettbewerb zur Erlangung von Entwürfen für die Umgestaltung des Großen Gartens zu einem Kulturpark“ ausgeschrieben. Mit dieser Initiative, die auch von anderen Städten der DDR aufgegriffen wurde, orientierte man sich am sowjetischen Vorbild des Parks für Kultur und Erholung (russisch Парк Культуры и Отдыха), wie dem Moskauer Gorki-Park. Vorgegebene Nutzungen waren unter anderem Sportanlagen, Spielanlagen für Kinder, diverse Klubhäuser, Schau- und Schulgärten sowie mehrere Freilichtbühnen; sowohl der Zoo als auch der Botanische Garten sollten an andere Standorte verlegt werden. Sieger des Wettbewerbs wurde der Entwurf des Landschaftsarchitekten und Dozenten an der Technischen Hochschule, Werner Bauch und seiner Mitarbeiter. Da der Entwurf vorsah, alle Sondernutzungen in die äußeren Gartenbereiche zu legen, wären sowohl die barocken Parkstrukturen als auch der Palaisbereich unangetastet geblieben. Letztlich wurde allerdings kaum etwas von diesem Plan verwirklicht, so dass sein Einfluss auf die weitere Entwicklung sehr gering blieb – auch wenn der Große Garten ab 1956 zum 750-jährigen Stadtjubiläum offiziell als Kulturpark bezeichnet wurde.
Durch die Verwaltungsreform von 1952 und die daraus resultierende Auflösung der Länder ging die Verantwortung für den Großen Garten von der ebenfalls aufgelösten Verwaltung der Staatlichen Museen, Schlösser und Gärten auf die Stadt Dresden über, die wiederum die unterschiedlichen Zuständigkeiten an verschiedene Stellen delegierte. So war der VEB Grünflächen verantwortlich für die Pflege der Grün- und Wasserflächen sowie des Wegenetzes (außer der asphaltierten Wege), der VEB Stadtreinigung für die öffentlichen Toiletten, die kommunale Wohnungsverwaltung für die Kavaliershäuser und die Abteilung Volksbildung für die Pioniereisenbahn, während das Carolaschlösschen und das Café am Palaisteich von der HO Gaststätten Mitte betrieben wurden.
Von 1954 bis 1957 wurde im Rahmen des Nationalen Aufbauwerks die Freilichtbühne Junge Garde in einer ehemaligen Kiesgrube im südöstlichen Teil des Gartens errichtet. Es handelt sich um eine über 5000 Sitzplätze verfügende Anlage im neobarocken Stil, deren geschwungene Dächer an das Pillnitzer Schloss erinnern. Der Entwurf stammte von Herbert Schneider, dem damaligen Chefarchitekten der Stadt und einem der maßgeblichen Architekten des Altmarkt-Wiederaufbaus. Im nordwestlichen Teil des Gartens befindet sich unweit der Herkulesallee das am 1. Juni 1955 eröffnete Freiluft-Puppentheater Sonnenhäusel. Der kleine Bau verfügt über 350 Sitzplätze und wurde von der Architektin und Graphikerin Krista Grunicke entworfen.
Während die Restaurierung des Palais bis zur Wende kontinuierlich fortgesetzt wurde, ließ die Stadtverwaltung die Ruinen der Thormeyerschen Torhäuser 1969 abreißen. Ab 1965 wurde die Baumpflanzung der Herkulesallee, 1976/1977 die der Hauptallee zwischen Palais und stadtseitigem Ausgang durchgreifend erneuert. 1979 wurde der Große Garten in die Zentrale Denkmalliste der DDR eingetragen. 1982 konnte die Arbeitsstelle Dresden des Instituts für Denkmalpflege anlässlich des in Dresden stattfindenden VII. Pioniertreffens die Sanierung des unmittelbaren Palaisumfeldes durchsetzen (Entfernung der das Palais umgebenden Bepflanzung, Sanierung des Palaisteiches und der Balustrade mit den beiden „Centaurengruppen“). In gleicher Weise konnte die 1984 in Rostock und Dresden stattfindende ICOMOS-Generaltagung als Anlass für weitere Restaurierungsarbeiten am Palais genutzt werden.
Am 1. Januar 1993 erfolgte die Rückübertragung des Großen Gartens in den Besitz des Freistaats Sachsen, am 1. August desselben Jahres kam es zur Gründung des Staatsbetriebs „Staatliche Schlösser und Gärten Dresden“ (seit 2003 Teil des dem Finanzministerium unterstehenden Staatsbetriebs „Staatliche Schlösser, Burgen und Gärten Sachsen“), der den Großen Garten seither verwaltet.

## Gegenwart

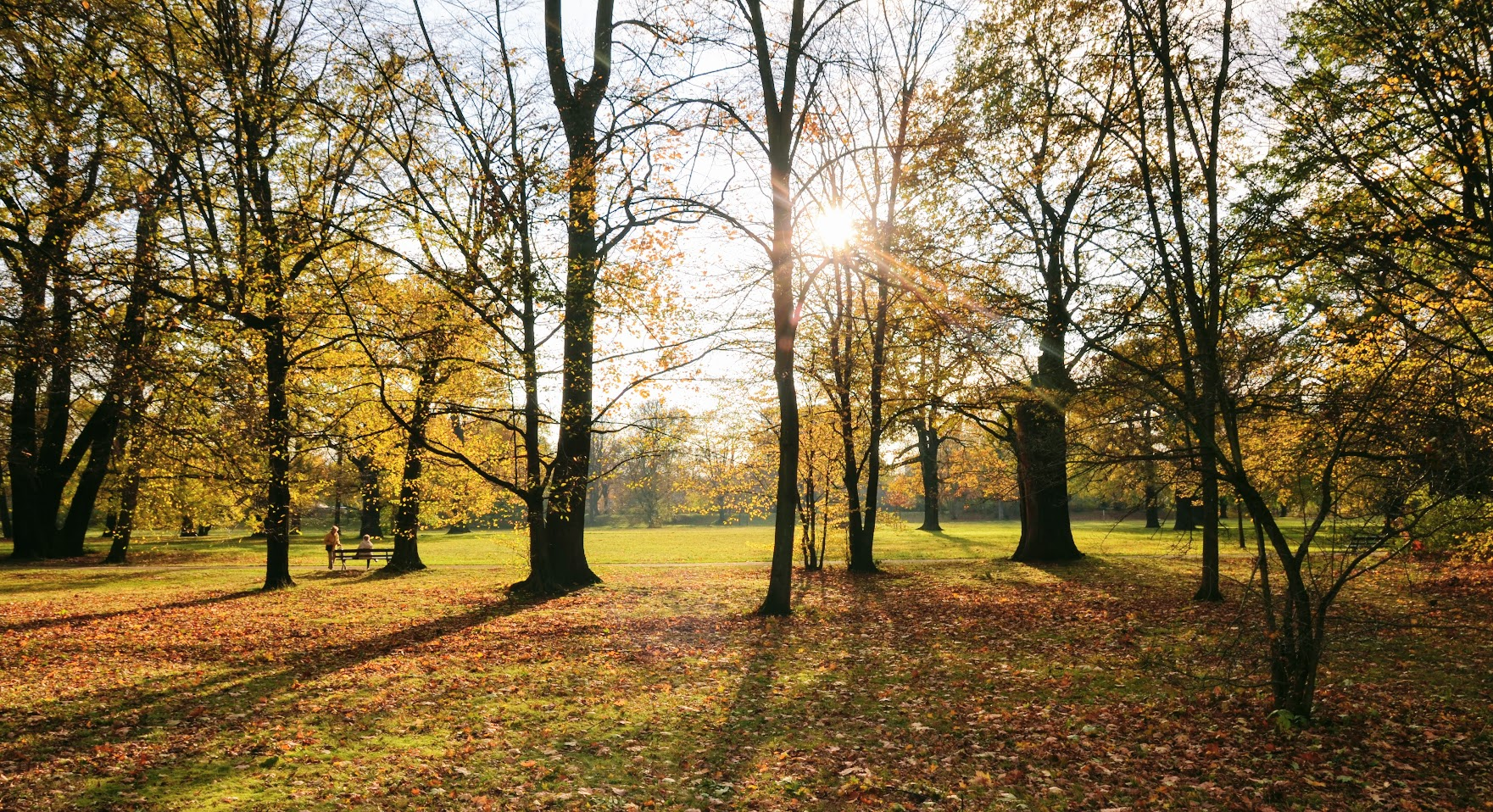
Hainartiger Waldbestand im Großen Garten

Im Großen Garten wachsen 18.700 Bäume unterschiedlicher Arten und Gattungen. Zudem gibt es dort zahlreiche Kulturdenkmale, wozu die Liste der Kulturdenkmale im Großen Garten (Dresden) einen Überblick bietet. Es befinden sich die folgenden Anlagen und Einrichtungen am bzw. im Park:
Palais
Das von 1678 bis 1683 unter der Leitung von Wolf Caspar von Klengel und Johann Georg Starcke errichtete Palais gilt als eines der Hauptwerke des sächsischen Barock. Es handelt sich zugleich um eines der frühesten Bauwerke dieses Stils in Sachsen. Der dreistöckige, auf einem H-förmigen Grundriss basierende Bau verarbeitet französische und oberitalienische Architektureinflüsse. Sein ursprünglicher Zweck war der eines Veranstaltungsorts für höfische Feste, später wurde er auch museal genutzt. Das Palais brannte infolge der Luftangriffe vom Februar 1945 völlig aus, sein Inneres ist bislang nicht vollständig wiederhergestellt. Im Erdgeschoss befindet sich heute eine Ausstellung barocker Plastiken, die aus konservatorischen Gründen von ihren Originalstandorten entfernt, beziehungsweise durch Kopien ersetzt wurden. Ferner wird das Palais für Konzerte und andere Veranstaltungen genutzt.
Palaisteich
Der künstlich angelegte Palaisteich mit seiner Fontäne liegt östlich des Palais. Die Planungen stammen von Johann Friedrich Karcher. Fertiggestellt wurde der Teich 1715. Damit zählt er zu den ältesten Brunnenanlagen Dresdens.
Kavaliershäuser

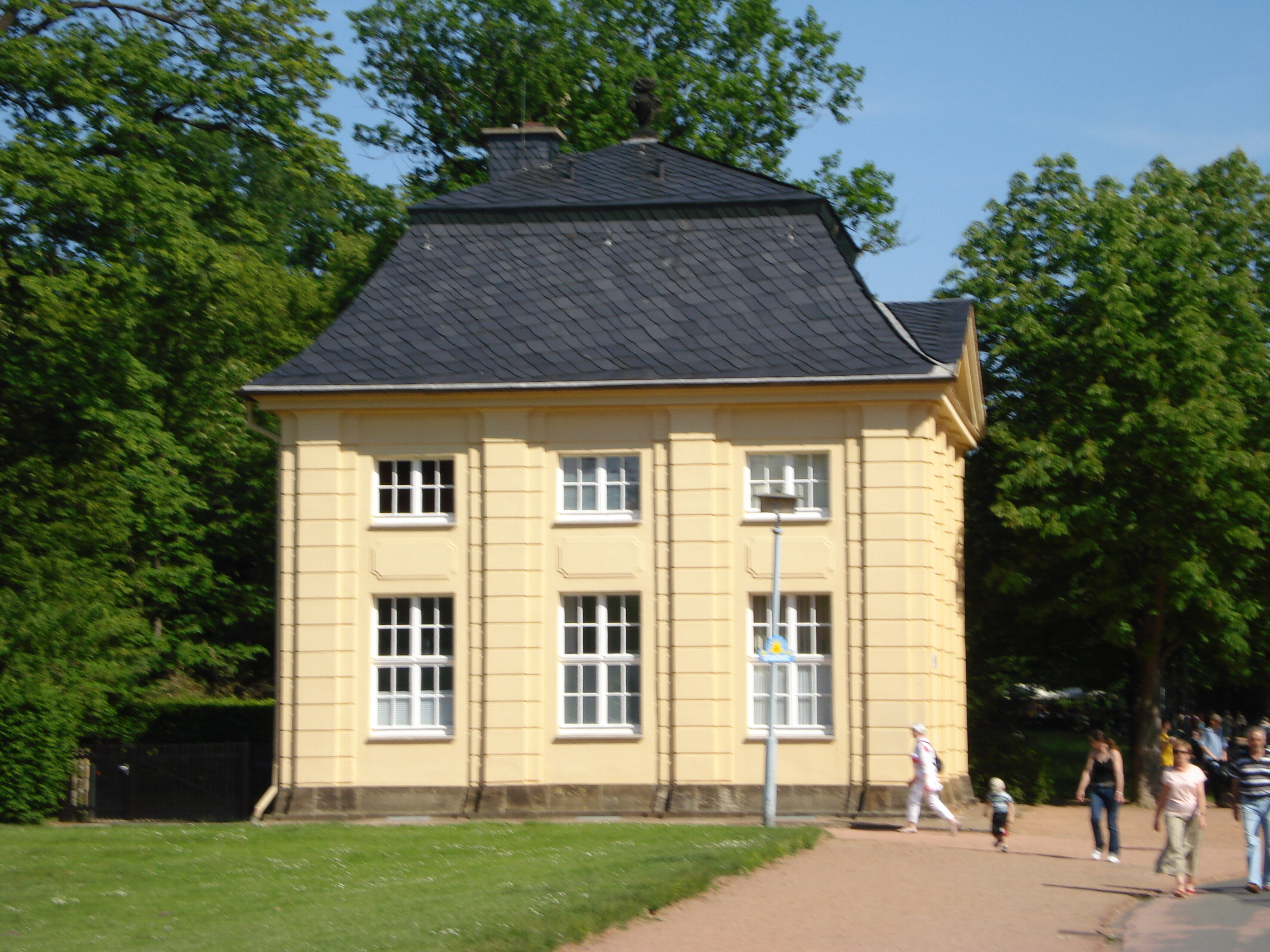
Kavaliershäuschen

Von den ursprünglich acht Kavaliershäusern sind noch fünf erhalten, ein sechstes befindet sich in ruinösem Zustand. Die Kavaliershäuser wurden 1693/1694 nach einem Entwurf Johann Friedrich Karchers als eingeschossige Pavillonbauten mit Mansarddach errichtet. Sie enthielten ursprünglich nur jeweils einen Raum, der mit Fresken verziert war. Wie beim Palais handelt es sich auch hier um nur zeitweilig genutzte Festarchitektur, die zudem den Zweck erfüllte, den unmittelbaren Palaisbereich nach außen hin abzuschließen. In der ersten Hälfte des neunzehnten Jahrhunderts wurden die Kavaliershäuser umgebaut und anschließend als Mietwohnungen genutzt. Während seines Aufenthalts in Dresden von 1917 bis 1923 wohnte Oskar Kokoschka im Anbau von Haus A (die Zählung erfolgt gegen den Uhrzeigersinn beginnend beim der Stadt nächsten Haus auf der Südseite). Haus D, das frühere Wohnhaus Friedrich Bouchés, wurde bis August 2023 als Jugend-Öko-Haus genutzt, in Haus G befindet sich die Parkverwaltung.
Parktheater
Das 1719 fertiggestellte Park- oder Heckentheater befindet sich, umgeben von dichter Bepflanzung, zwischen Palaisteich und Südallee. Von der ursprünglichen barocken Ausstattung sind allerdings nur die Sockel der vierzehn rund um die Bühne angeordneten Putti erhalten, die gesamte aus Hecken, beziehungsweise Treillagen, bestehende Kulissenarchitektur wurde bereits im Siebenjährigen Krieg zerstört.
Skulpturen

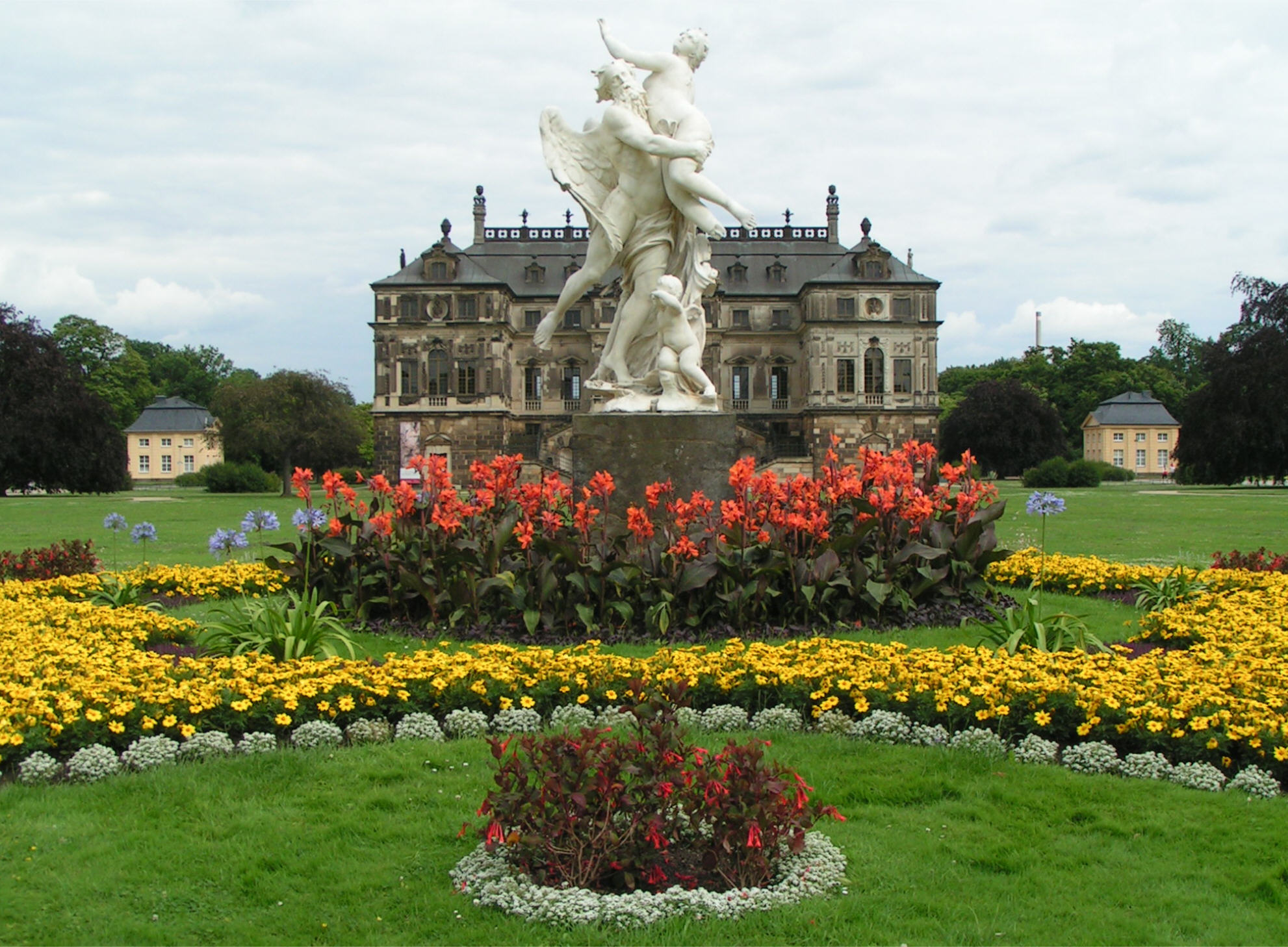
Balestras Skulpturengruppe Die Zeit entführt die Schönheit vor dem Palais

Vom ursprünglichen Skulpturenschmuck des Gartens ist nur noch wenig erhalten, da die meisten Stücke bereits während des Siebenjährigen Kriegs und der anschließenden preußischen Belagerung zerstört wurden. Aus der Frühzeit des Großen Gartens stammen sowohl die an der Ostseite der Hauptallee befindlichen, mit Skulpturen geschmückten Torpfeiler, die sogenannten Orthostaten, wie auch die vier Herkulesstatuen an den beiden Enden der Herkulesallee. Letztere werden Balthasar Permoser beziehungsweise seiner Werkstatt zugeschrieben. Zwei Kentaurengruppen von Antonio Corradini befinden sich noch an ihrem ursprünglichen Standort am Ende der Balustrade westlich des Palais. Auch die „Üppigkeitsvase“ östlich des Palaisteiches stammt wie zwei kleinere Vasen am stadtseitigen Haupteingang von Corradini. Auf dem Rasenparterre direkt vor dem Palais steht die vom italienischen Bildhauer Pietro Balestra geschaffene Gruppe „Die Zeit entführt die Schönheit“, die thematisch verwandte, wiederum von Corradini stammende Gruppe „Die Zeit enthüllt die Wahrheit“ befindet sich seit April 2019 in einem Rondell nördlich des Palaisteiches. An den vier Ecken des Palaisteichs sind die „Brühl’schen Vasen“ aufgestellt. Sie wurden um 1740 für Heinrich von Brühl von am Bau der Hofkirche beteiligten italienischen Künstlern geschaffen und befanden sich ursprünglich im Garten des Brühlschen Palais, dem heutigen Krankenhaus Friedrichstadt. Nach Brühls Tod im Jahr 1763 wurden sie in den Garten der Sekundogenitur, den heutigen Blüherpark, versetzt, von wo aus sie 1982 an ihren neuen Standort gelangten. Zwei weitere aus dem Garten des Palais Brühl-Marcolini stammende barocke Schmuckvasen befinden sich am nördlichen Ende der Querallee. An deren südlichem Ende (hier als Fürstenallee bezeichnet) steht seit 1863 das vom Hofbildhauer Christian Gottlieb Kühn 1814 für die Treppe der Brühlschen Terrasse geschaffene Löwenpaar. Schließlich befinden sich im Weißen Garten noch drei Plastiken des Dresdner Bildhauers Gustav Eduard Wolf von Hoyer. Sie wurden dem Großen Garten 1898 geschenkt.
Torhäuser

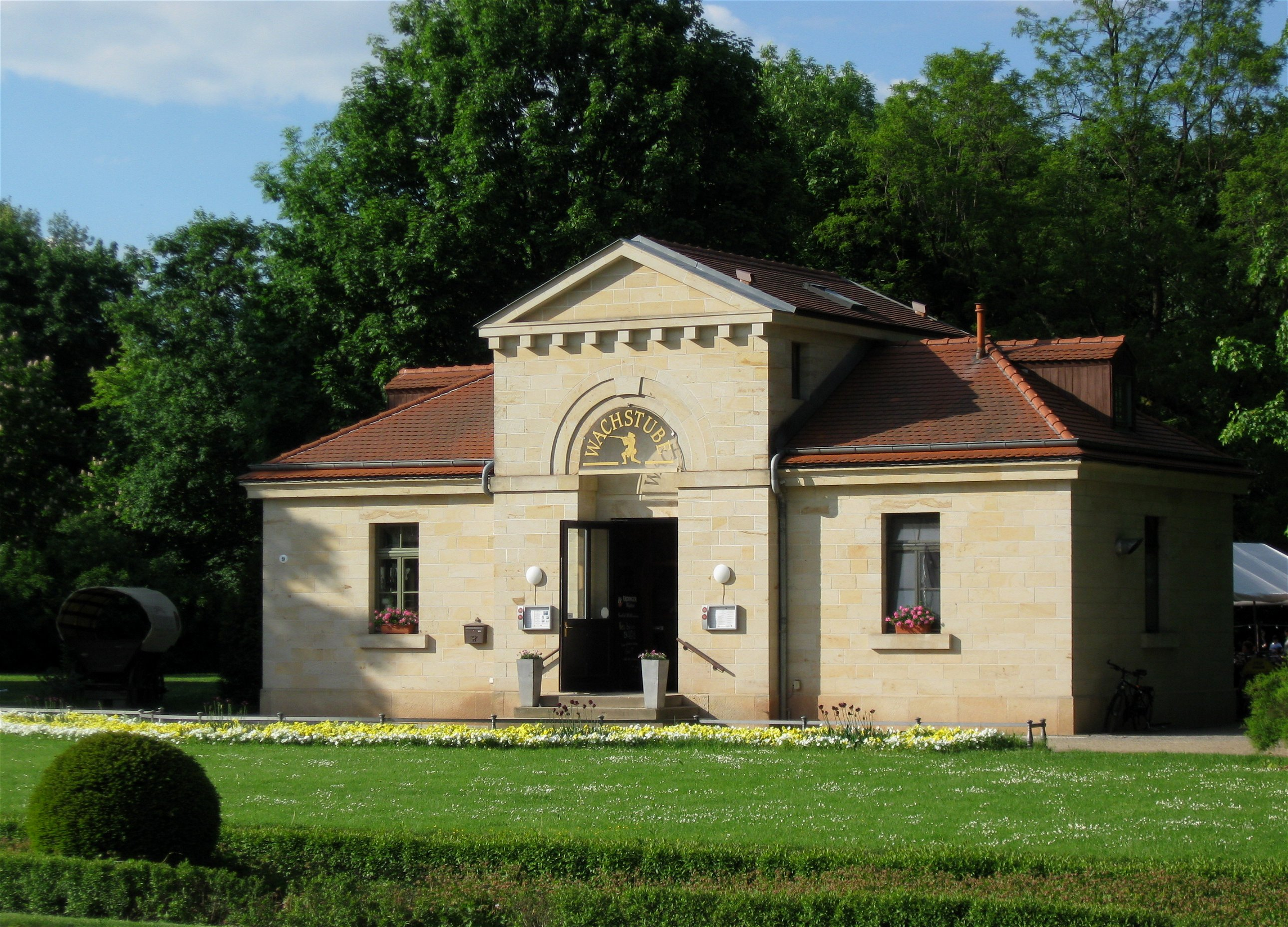
Das nördliche der beiden Torhäuser

1814 wurden die beiden klassizistischen Torhäuser am westlichen Haupteingang im Auftrag des russischen Generalgouverneurs, Nikolai Repnin-Wolkonski, nach einem Entwurf von Gottlob Friedrich Thormeyer errichtet. Die während der Luftangriffe vom Februar 1945 beschädigten Gebäude wurden 1969 abgerissen und 1997/1998 als Kopien wiedererrichtet. Sie werden gastronomisch genutzt.
Zoologischer Garten
Der Zoologische Garten wurde am 9. Mai 1861 eröffnet und ist der viertälteste Zoo in Deutschland. Sein östlicher Teil befindet sich auf ursprünglich zum Großen Garten gehörenden Gelände – wobei die Grenze durch den Kaitzbach gebildet wird – während der westliche Teil eigens für die Anlage des Zoos erworben wurde. Die landschaftliche Gestaltung erfolgte nach einem Plan Peter Joseph Lennés. Es befinden sich dort auf einer Fläche von 13 Hektar rund 1100 Tiere in etwa 200 Arten.
Carolasee und Neuteich
Beide Teiche befinden sich in den gründerzeitlichen Erweiterungsgebieten des Großen Gartens und wurden unter der Leitung Friedrich Bouchés angelegt. Beim Carolasee handelt es sich um eine ehemalige Kiesgrube im 1873 neuerworbenen südöstlichen Teil des Gartens, den Strehlener Feldern. Der 1881/1882 in natürlichen Formen angelegte See wurde 1886 in Richtung der Querallee erweitert und erhielt 1895 eine Fontaine. Auf einer Halbinsel befindet sich das 1895 im Stil der Neorenaissance erbaute Carolaschlösschen, das noch gastronomisch genutzt wird. Auf der gegenüberliegenden nordöstlichen Seite des Gartens befindet sich am Rand der 1890 hinzugekauften Grunaer Anlage der 1894 fertiggestellte Neuteich. Es handelt sich um eine Erweiterung und Umgestaltung des barocken Kanalsystems, das ursprünglich zur Begrenzung des inneren Gartenbereichs diente.
Pikardie
Die Pikardie (ursprüngliche Schreibweise: Picardie) ist eine zwischen Süd- und Hauptallee am östlichen Ende des Großen Gartens gelegene ehemalige Gaststätte. Das von der Technischen Universität bis 2010 als Institut für Grundwasserwirtschaft genutzte Gebäude wurde 1900 errichtet und trug seit 1982 den Namen Nabeshima-Bau, zu Ehren des japanischen Porzellanforschers und Ehrendoktors der TU, Nabeshima Naotsugu (1912–1981). Nach 14 Jahren Leerstand soll 2024 die Zentralverwaltung der „Staatliche Schlösser, Burgen und Gärten Sachsen gGmbH“ einziehen.

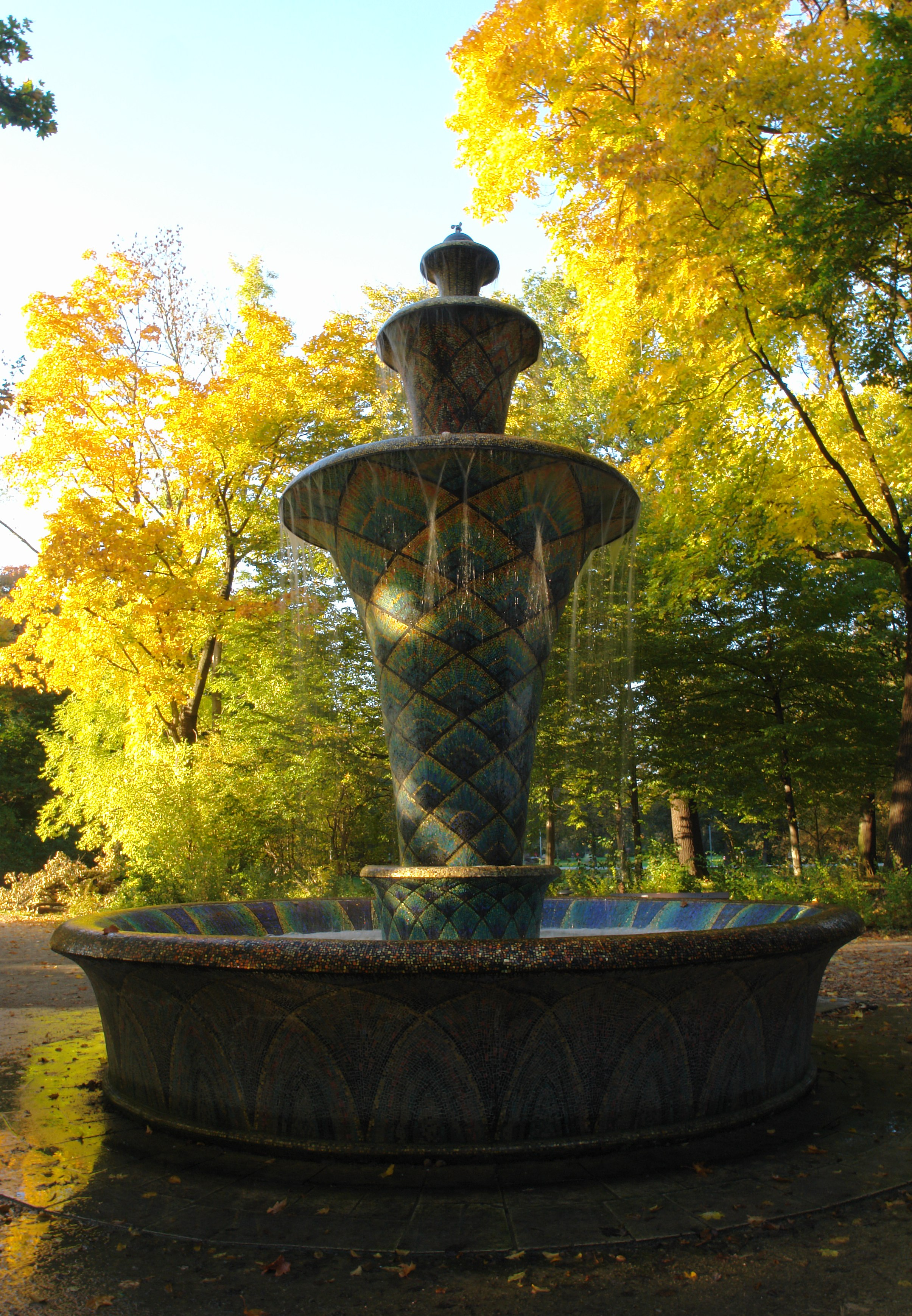
Mosaikbrunnen
Der Mosaikbrunnen wurde anlässlich der Internationalen Gartenbauausstellung von 1926 nach einem Entwurf von Hans Poelzig im Stil des Art déco errichtet. Er befindet sich noch an seinem ursprünglichen Standort nahe der Hauptallee im südwestlichen Teil des Gartens.
Parkeisenbahn
Die Dresdner Parkeisenbahn fuhr in ihrer heutigen Form erstmals im Sommer 1950 auf einer allerdings wesentlich kürzeren Strecke. Der ursprünglich nur für eine Saison geplante Betrieb wurde wegen des großen Erfolges im darauffolgenden Jahr wiederaufgenommen, die Strecke wurde auf ihre Länge von 5,6 Kilometer erweitert. Seither verkehrt die Bahn in jeder Saison von April bis Oktober und befördert jährlich rund 250.000 Passagiere.
Freilichtbühne
Die Freilichtbühne „Junge Garde“ wurde von 1954 bis 1957 im neobarocken Stil mit deutlichen Anklängen an das Pillnitzer Schloss errichtet. Es befindet sich im südöstlichen Teil des Gartens in einer aufgelassenen Kiesgrube. Die an ein Amphitheater erinnernden Zuschauerränge bieten 5000 Besuchern Platz.
Puppentheater

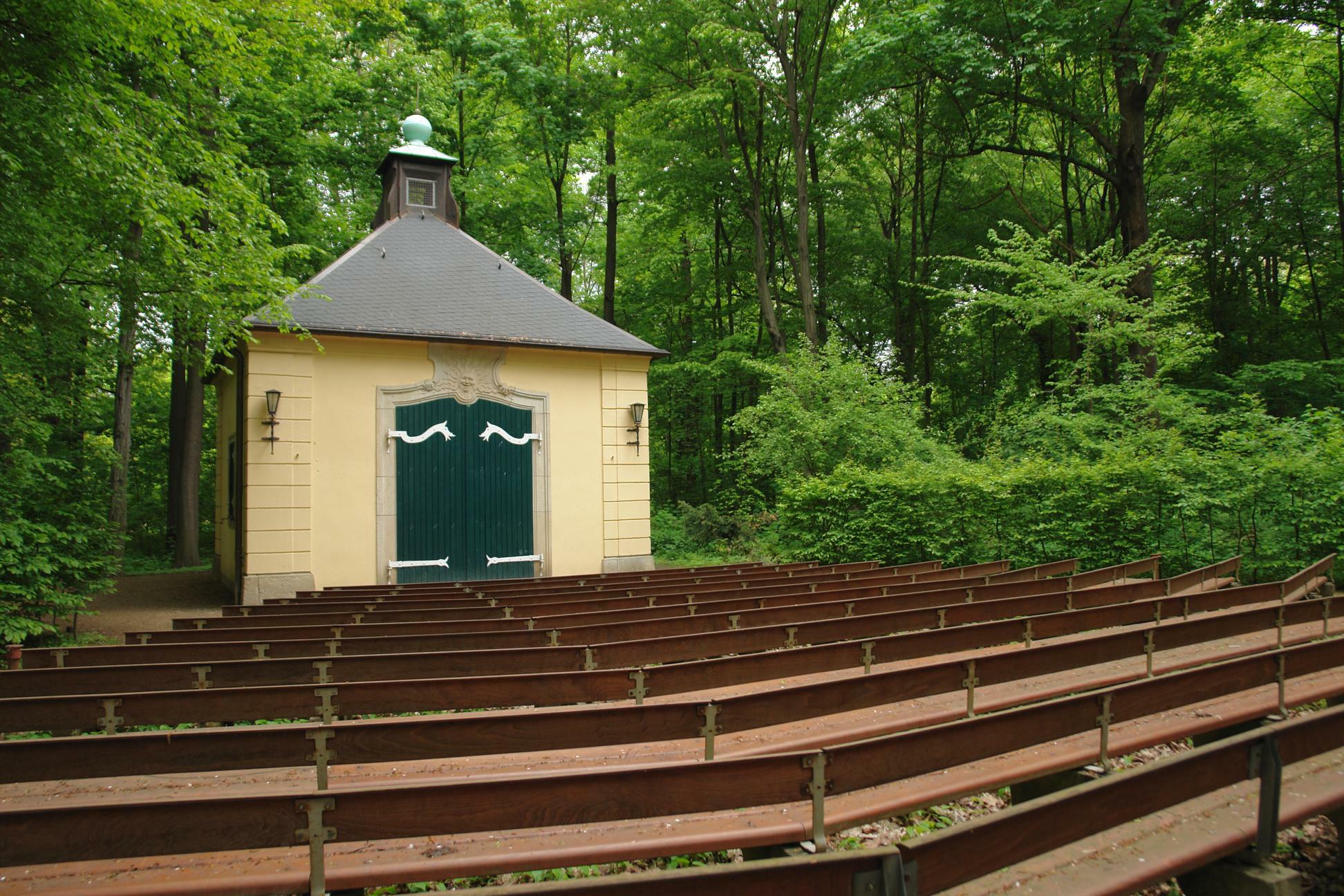
Puppentheater Sonnenhäusel

Das kleine Puppentheater Sonnenhäusel wurde 1954/1955 nach einem Entwurf der Dresdner Architektin Krista Grunicke (1923–2012) nördlich der Herkulesallee errichtet und verfügt über 350 Sitzplätze.
Botanischer Garten
Der seit 1820 existierende Botanische Garten befindet sich seit 1893 an seinem Standort auf einem ehemals städtischen Gelände in der Nordwestecke des Großen Gartens. Zum damaligen Zeitpunkt umfasste er 5750 Pflanzenarten auf einer Fläche von 3,25 Hektar und war als erster Botanischer Garten Mitteleuropas vorwiegend nach pflanzengeographischen Gesichtspunkten gegliedert. Während diese Einteilung noch besteht, hat sich die Zahl der Arten nahezu verdoppelt. Eine Besonderheit des Gartens ist die Aufteilung der systematischen Sammlung in mehr- und einjährige Pflanzen, wobei die Einjährigen insbesondere im Sommer ein wahres Blütenmeer bilden.
Gläserne Manufaktur
Die Gläserne Manufaktur ist eine Produktions- und Präsentationsstätte der Volkswagen AG auf dem ehemaligen Areal des Städtischen Ausstellungsgeländes am nordwestlichen Rand des Großen Gartens. In der am 19. März 2002 offiziell eröffneten Fabrik erfolgte die Endmontage des Oberklassewagens VW Phaeton. Um ein erhöhtes Verkehrsaufkommen in dieser innenstadtnahen Lage zu vermeiden, erfolgte der Transport von und zur Manufaktur bis 2020 mit Hilfe der CarGoTram, einer von VW finanzierten Güterstraßenbahn, die zwischen der Gläsernen Manufaktur und dem am Bahnhof Dresden-Friedrichstadt befindlichen Logistikzentrum verkehrte. Nach dem Produktionsende des VW Phaeton im Jahr 2016 werden seit 2017 Elektroautos montiert.

## Sonstiges
In seinen 1957 erschienenen Erinnerungen an seine Heimatstadt Dresden „Als ich ein kleiner Junge war“ schreibt Erich Kästner auch über den Großen Garten, beziehungsweise über die Kavaliershäuser, mit denen er einen besonderen Wunsch verband:

„‚In einem davon,‘ dachte ich als junger Mann, ‚würdest du fürs Leben gerne wohnen! Womöglich wirst du eines Tages berühmt, und dann kommt der Bürgermeister mit seiner goldenen Kette um den Hals und schenkt es dir im Namen der Stadt.‘ Da wäre ich dann also mit meiner Bibliothek eingezogen. Morgens hätte ich im Palaiscafé gefrühstückt und die Schwäne gefüttert. Anschließend wäre ich durch die alten Alleen, den blühenden Rhododendronhain und rund um den Carolasee spaziert. […] Später wäre ich, nur eben um die Ecke, in den Zoo gegangen. […] Und nachts hätte ich, wieder bei offenem Fenster, herrlich geschlafen. Als einziger Mensch in dem großen, alten Park. Ich hätte von August dem Starken geträumt, von Aurora von Königsmarck und der ebenso schönen wie unglücklichen Gräfin Cosel.“